# Geschichte der Zeitmessgeräte
Die Geschichte der Zeitmessgeräte umfasst die Entwicklung von technischen Geräten zur Messung der Zeit von der Frühgeschichte bis zur Gegenwart. Sie lässt sich bis zu den Sumerern und Ägyptern zurückverfolgen, die um 3000 v. Chr. Sonnenuhren auf Basis einfacher Schattenstäbe kannten. Der Schattenstab ist seit 2400 v. Chr. auch aus China bekannt. Die Griechen nannten ihn später „Gnomon“.
Um 2000 v. Chr. wurde von den Babyloniern das Sexagesimalsystem mit der Basiszahl 60 verwendet, woraus sich später das Zwölfersystem (Duodezimalsystem) für die Stundeneinteilung entwickelte. Die alten Ägypter unterteilten den Tag in zwei Zwölf-Stunden-Zeiträume und verwendeten große Obelisken, auf denen die Bewegung der Sonne verfolgt werden konnte. Wasseruhren gehörten zu den ersten Zeitmessern, die nicht auf Beobachtungen der Himmelskörper basierten. Eine der ältesten wurde im Grab des ägyptischen Pharaos Amenhotep I., um 1500 v. Chr. gefunden. Etwa 325 v. Chr. kam die Wasseruhr zu den Griechen, die sie als Klepsydra („Wasserdiebin“) bezeichneten. Andere alte Zeitmessgeräte sind die Kerzenuhren, die in China, Japan, England und im Irak eingesetzt wurden. In Indien und im Tibet waren die sogenannten Timesticks (Räucherstäbchenuhr) weit verbreitet sowie die Sanduhren in einigen Teilen Europas.
Die ältesten Uhren verwendeten den Schatten der Sonne – versagten also bei trübem Wetter oder bei Nacht – und zeigten die Zeit nur sehr ungenau an. Genauere Sonnenuhren erforderten eine Berücksichtigung der Jahreszeiten, was beim Gnomon schwierig war und später zur Ausrichtung des Schattenzeigers nach der Himmelsachse führte. Die erste Uhr mit einem Hemmungsmechanismus, der die Rotationsenergie in Schwingungen umsetzte, entwickelte ein Grieche im 3. vorchristlichen Jahrhundert. Im 11. Jahrhundert erfanden arabische Ingenieure Uhren, deren Zahnräder und Gewichte mit Wasser angetrieben wurden.

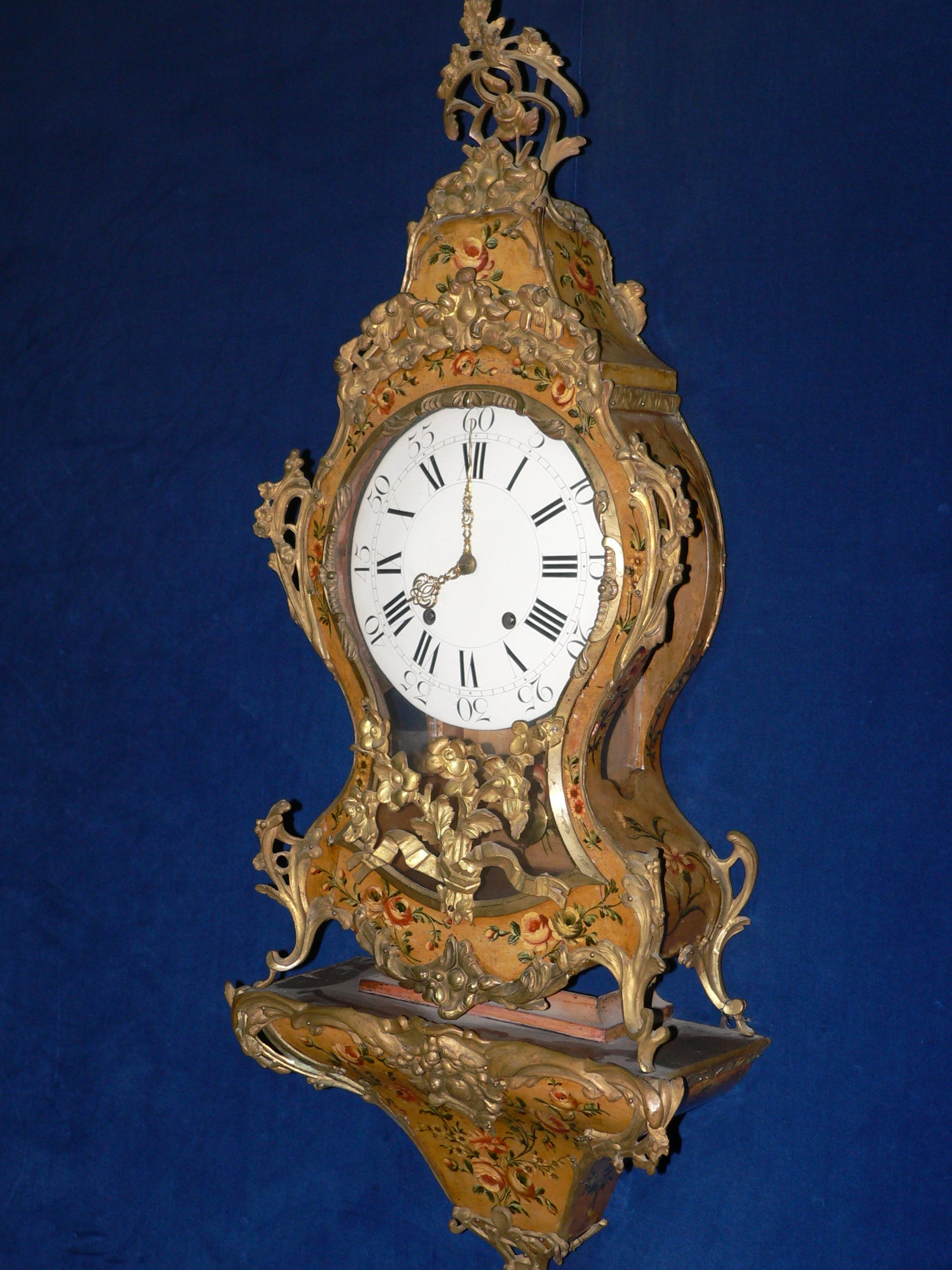
Eine Uhr im Musee d’Art et d’Histoire de Neuchatel

Mechanische Uhren mit einer Spindelhemmung entstanden um 1300 in Europa und wurden das Standard-Zeitmessgerät, bis im 16. Jahrhundert federgetriebene und Taschenuhren folgten sowie um 1650 die Pendeluhr. Im 20. Jahrhundert wurden Quarzuhren erfunden, gefolgt von Atomuhren. Obwohl die ersten Quarz-Oszillatoren wegen ihrer Genauigkeit für Labors entwickelt wurden, konnte man sie bald einfach produzieren und in Armbanduhren einbauen. Atomuhren sind die weitaus genauesten der bisherigen Zeitmessgeräte. Um andere Uhren zu kalibrieren und eine Standardzeit der Erde zu definieren, wurde schließlich 1968 das System der „Coordinated Universal Time“ auf atomarer Basis eingeführt.

## Frühe Zeitmessgeräte
Viele alte Zivilisationen beobachteten die Himmelskörper, besonders die Sonne und den Mond, um Uhrzeiten, Daten und die Jahreszeiten zu bestimmen. Methoden der sexagesimalen Zeitmessung, häufig in der westlichen Gesellschaft angewendet, entstanden zum ersten Mal vor fast 4000 Jahren in Mesopotamien und Ägypten, ein ähnliches System wurde später in Mittelamerika entwickelt. Die ersten Kalender wurden möglicherweise von Jägern und Sammlern während der letzten Eiszeit angelegt. Sie hatten Stöcke und Knochen, die den Phasenlängen des Mondes oder der Jahreszeiten entsprachen, eingesetzt. Steinkreise, wie Stonehenge in England, wurden vor allem im prähistorischen Europa und in verschiedenen Teilen der Welt gebaut. Man vermutet, dass sie zur Vorhersage der saisonalen und jährlichen Veranstaltungen wie Tagundnachtgleiche oder Sonnenwende benutzt wurden. Da diese Megalithkulturen keine Aufzeichnungen zurückließen, ist nur wenig von ihren Kalendern oder Zeitmessungsmethoden bekannt.

### 3500 v. Chr. bis 500 v. Chr.

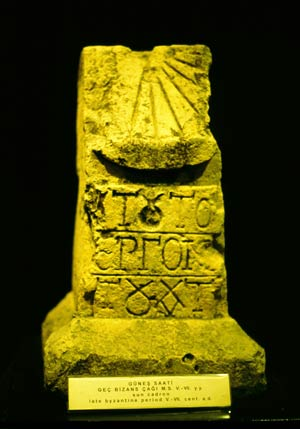
Byzantinische Sonnenuhr mit Inschrift

Sonnenuhren haben ihren Ursprung in den Schattenuhren, sie waren die ersten Geräte, die für die Messung der Teile eines Tages verwendet wurden. Die älteste Schattenuhr stammt aus Ägypten und wurde aus grünem Schiefer hergestellt. Ägyptische Obelisken wurden um 3500 v. Chr. errichtet, sie zählen ebenfalls zu den ersten Schattenuhren.

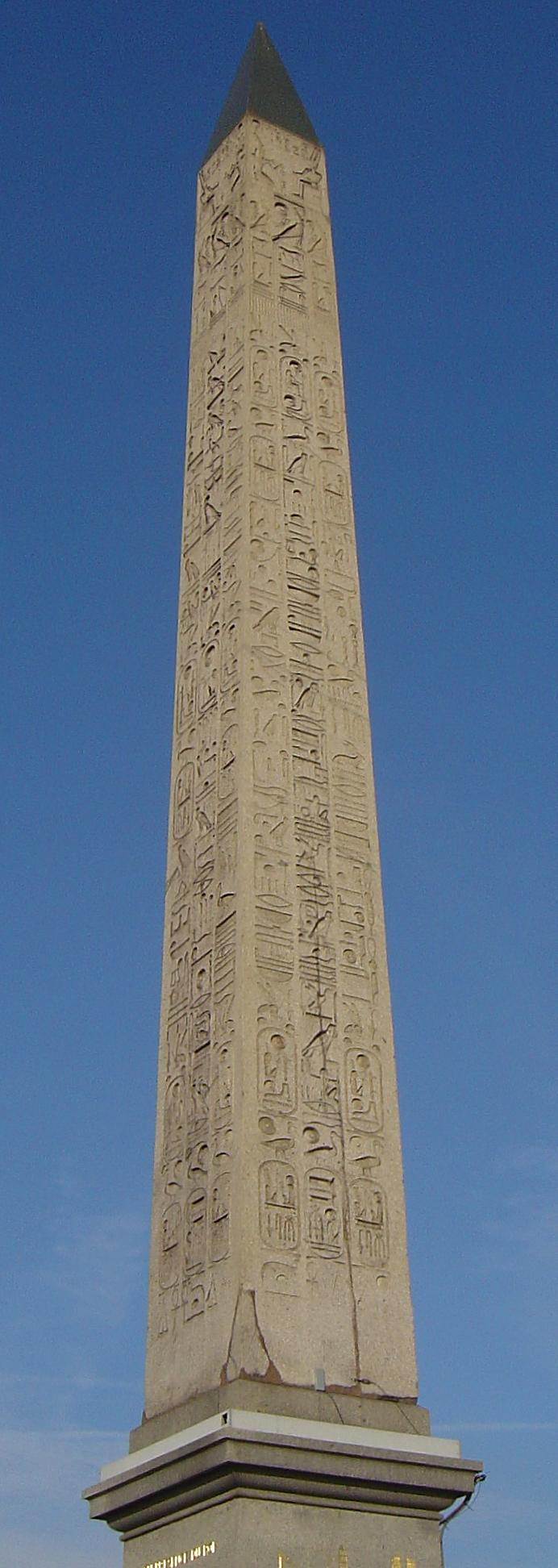
Obelisk

Ägyptische Schattenuhren waren tagsüber in zehn Teile, mit zusätzlichen vier „Dämmerungsstunden“ – zwei morgens und zwei abends – versehen. Eine Art von Schattenuhr bestand aus einem langen Stiel mit fünf variablen Marken und einer erhöhten Latte, die einen Schatten auf diese Marken warf. Sie wurde am Morgen nach Osten positioniert und am Mittag nach Westen. Obelisken funktionierten auf die gleiche Weise, die Schatten auf die Marker ermöglichten den Ägyptern, die Zeit zu berechnen. Des Weiteren ermöglichte der Obelisk die Feststellung der Sommer- und der Wintersonnenwende. Die Ägypter entdeckten darüber hinaus den Meridian, da sie merkten, dass der Schatten eines Obelisken, wenn er am kürzesten ist, unabhängig von der Jahreszeit immer in die gleiche Richtung fällt. Etwa 1500 v. Chr. wurde eine Schattenuhr in der Form ähnlich wie ein gebogener T-Stab entwickelt. Der T-Stab war am Morgen nach Osten orientiert und drehte sich zu Mittag um, so dass sein Schatten in die entgegengesetzte Richtung geworfen wurde.
Die Ägypter entwickelten eine Reihe von alternativen Zeitmessungsgeräten, darunter Wasseruhren und ein System zur Verfolgung der Sternbewegungen. Die älteste Beschreibung einer Wasseruhr stammt aus dem 16. Jahrhundert v. Chr. und wurde in dem Grab des ägyptischen Hofbeamten Amenemhet gefunden. Es gab mehrere Arten von Wasseruhren, das Spektrum reichte von simpel bis aufwendig. Eine Art von Wasseruhr war die sogenannte Einlaufuhr, sie bestand aus einer Schale, die kleine Löcher im Boden hatte. Die Schale schwamm auf dem Wasser und die Löcher ermöglichten es, dass die Schale sich mit einer nahezu konstanten Rate füllte. An der Innenseite der Schale waren Markierungen angebracht, die durch den steigenden Wasserpegel die verstrichene Zeit angaben. Bei den Auslaufuhren zeigte ein sinkender Wasserpegel das „Verrinnen“ der Zeit an. Die älteste Wasseruhr wurde im Grab des Pharao Amenophis I. gefunden, was darauf hindeutet, dass sie zuerst im alten Ägypten verwendet wurden. Darüber hinaus bewiesen die Chaldäer bereits im 1. Jahrtausend v. Chr., dass Wasseruhren multifunktional waren – sie entwickelten ein geschlossenes Maßsystem in Form eines wassergefüllten Würfels, der Zeit-, Gewichts- und Längenmessung in sich vereinigte. Eine andere ägyptische Methode zur Zeitbestimmung in der Nacht wurde mit Lot-Linien (Merkhet) durchgeführt. Diese Methode ist seit mindestens 600 v. Chr. im Einsatz. Zwei Merkhets, die auf Kochab, den damaligen Polarstern, ausgerichtet waren, wurden benutzt, um eine Nord-Süd-Linie (oder Meridian) zu bilden. So konnte durch die Beobachtung bestimmter Sterne die genaue Nachtstunde bei Überschreitung des Meridians gemessen werden.

### 500 v. Chr. bis 1 v. Chr.
Etwa 425 v. Chr. kam die Wasseruhr zu den Griechen, die sie als Klepsydra („Wasserdiebin“) bezeichneten. Nach ihrer Einführung erfand Platon einen auf Wasser basierenden Wecker.
Platons Wasserwecker war abhängig von dem nächtlichen Überlauf eines mit Bleikugeln gefüllten Gefäßes, das an einer Säule schwebte und ständig mit Wasser von einer Zisterne versorgt wurde. Dadurch stieg das Gefäß an der Säule hoch, bis es morgens am Ende der Säule anschlug und umkippte, so dass die Bleikugeln auf eine Kupferplatte prasselten. Von diesem Klang der Bleikugeln wurden Platons Studenten an der Akademie geweckt. Eine andere Version des Wasserweckers basiert auf zwei Krügen, die neben einem Siphon angeschlossen wurden. Ein Krug wurde mit Wasser gefüllt, bis er überlief und das Wasser durch den Siphon in den anderen leeren Krug lief. Durch das steigende Wasser wurde die Luft mit Kraft aus dem leeren Gefäß gedrückt, was einen lauten Pfiff erzeugte. Die Griechen und Chaldäer pflegten regelmäßig als wesentlichen Bestandteil ihrer astronomischen Beobachtungen die Datensätze ihrer Zeitmessung. Der griechische Astronom Andronikos aus Kyrrhos erbaute 50 v. Chr. in Athen den „Turm der Winde“, mit einer Wasseruhr im Innern des Turmes und mehreren Sonnenuhren an den Außenwänden.

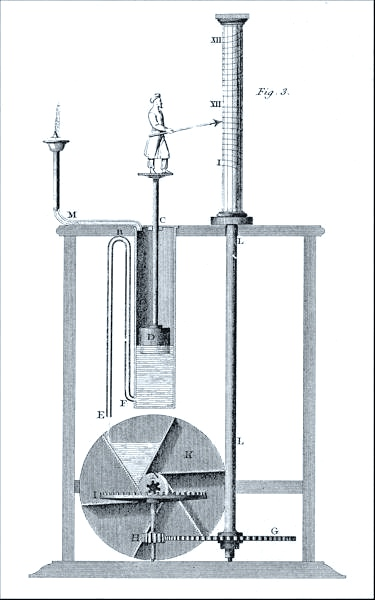
Funktionsschema einer Klepsydre

In der griechischen Tradition wurden bereits zu Lebzeiten Sokrates’ Wasseruhren (Klepsydren) zur Begrenzung der Redezeit vor Gericht eingesetzt, diese Praxis haben die Römer später übernommen. In den historischen Aufzeichnungen und in der Literatur dieser Zeit gibt es mehrere Hinweise darüber. Zum Beispiel im Theaitetos sagt Platon, dass „die Männer auf der anderen Seite immer in Eile sprechen, weil das fließende Wasser sie dazu auffordert“. Eine weitere Erwähnung erfolgt in Lucius Apuleius’ „Goldenem Esel“: „Die Sekretärin des Gerichtes rief den geladenen Kronzeugen der Anklage auf. Hierauf trat ein alter Mann, den ich nicht kannte, vor. Er war eingeladen, so lange zu sprechen, wie Wasser in der hohlen Kugel war. Das Wasser wurde durch einen Trichter in den Hals der hohlen Kugel gegossen und floss durch die feine Perforation am Boden der Kugel wieder heraus.“ Die Uhr in Apuleius’ Rechnung war nur eine von mehreren Arten der verwendeten Wasseruhren.
Klepsydren waren nützlicher als Sonnenuhren, da sie im Haus, während der Nacht und wenn der Himmel bewölkt war verwendet werden konnten. Da sie nicht so genau wie Sonnenuhren waren, suchten die Griechen nach einem Weg, ihre Wasseruhren zu verbessern. Etwa 325 v. Chr. wurde die griechische Wasseruhr angepasst, sie bekam ein Gesicht, auf der exakt eine Stunde abgelesen werden konnte. Damit wurde das Lesen der Wasseruhr präziser und komfortabler gestaltet. Eines der häufigsten Probleme in den meisten Arten von Klepsydren wurde durch den Wasserdruck verursacht. Bei vollem Behälter floss das Wasser, bedingt durch den höheren Druck, schneller aus. Dadurch hatte das Wasser je nach Stand eine unterschiedliche Fließgeschwindigkeit. Dieses Problem wurde von den griechischen und römischen Uhrmachern ab 100 v. Chr. behandelt. Um dem erhöhten Wasserdruck entgegenzutreten, erhielten die Wasseruhren eine konische Form. Der dünne Abfluss ermöglichte ein gleichbleibendes Abtropfen des Wassers, unabhängig von der jeweiligen Wasserfläche in der Uhr. In den folgenden Jahrhunderten wurden weitere Verbesserungen an der Wasseruhr durchgeführt. Die Uhren wurden in ihrer Bauform eleganter und mit Gongs versehen, um die vollen Stunden geräuschvoll mitzuteilen. Andere Wasseruhren wurden mit Miniaturfiguren bestückt, oder bewegliche Mechanismen öffneten alle volle Stunden eine Tür oder betätigten eine Glocke. Es gab noch ungelöste Probleme, wie etwa die Wirkung der Temperatur. Kaltes Wasser hat eine größere Dichte als warmes Wasser, wodurch eine unterschiedliche Fließgeschwindigkeit entsteht. Des Weiteren konnte die Wasseruhr bei Frost nicht benutzt werden.
Obwohl die Griechen und Römer in der Wasseruhrtechnologie weit voraus waren, wurden noch weiterhin die Schattenuhren verwendet. Der Mathematiker und Astronom Theodosius von Bithynien soll eine universelle Sonnenuhr erfunden haben, die überall auf der Erde die korrekte Zeit wiedergab.
Andere Zeitgenossen schrieben über die Sonnenuhr in der Mathematik und in der Literatur der damaligen Zeit. Der römische Baumeister und Chronist Marcus Vitruvius Pollio beschrieb in seinem Standardwerk De Architectura die Mathematik des Gnomones (Schattenzeiger) und beschrieb bereits 13 verschiedene Arten von Sonnenuhren. Die Römer glänzten in Bezug auf die Zeitmessung weniger durch Innovationen als vielmehr durch Eroberung und schriftliche Fixierung. Dies ist insofern überraschend, als ihre präzise Sprache und Rechtsprechung den Schluss nahelegt, dass exakte Zeitmessung und -einteilung vor allem aufgrund der Größe des Römischen Reiches unabdingbar gewesen wären. Aufgrund der deutlich längeren Schichten als im Süden des Reiches beschwerten sich die in Britannien stationierten römischen Legionäre bei ihren Heerführern. Im Jahr 55 v. Chr. bemerkte Julius Cäsar bei einem persönlichen Aufenthalt in Britannien, dass britische Sommernächte kürzer sind als italische. Die vermutlich älteste römische Sonnenuhr, die im 3. Jahrhundert v. Chr. vor dem Tempel des Quirinus aufgebaut wurde, war laut Überlieferungen ein Beutestück aus dem Ersten Punischen Krieg. Aufgrund des Standortwechsels im Jahr 262 v. Chr. zeigte sie 100 Jahre lang die falsche Zeit an, bis dies bemerkt wurde und die Markierungen und Winkel für den Längengrad von Rom angepasst wurden.

### 1 n. Chr. bis 1500 n. Chr.

#### Wasseruhren

(1) Wasser; (2) Zeitmesslineal; (3) Abflussöffnung; (4) Wasserauffangbehälter

Joseph Needham spekuliert, dass die Einführung der Auslauf-Wasseruhr in China bis auf das 2. Jahrtausend v. Chr., während der Shang-Dynastie, und spätestens bis zum 1. Jahrtausend vor Christus zurückgeht. Mit dem Beginn der Han-Dynastie im Jahr 202 v. Chr. wurde die Auslauf-Wasseruhr nach und nach durch die Einlauf-Wasseruhr abgelöst. Die Einlauf-Wasseruhr hatte einen Indikatorstab, auf dem ein Schwimmergewicht aufgesetzt war. Um die fallende Druckhöhe im Behälter zu kompensieren, hatte Zhang Heng einen Zusatztank zwischen dem Reservoir und dem Zufluss eingebaut. Dadurch wurde die Fließgeschwindigkeit des Wassers der Zeitmessung angepasst. Um 550 n. Chr. beschrieb Yin Gui die erste in China betriebene Wasseruhr mit einem konstanten Flüssigkeitsspiegel. Die Details dieser Wasseruhr wurden später von dem Erfinder Shen Kuo beschrieben. Im Jahr 610 n. Chr. wurde während der Sui-Dynastie durch zwei Erfinder, Geng Xun und Yuwen Kai, die Gleichgewicht-Wasseruhr erfunden. Durch die Verschiebung des Schwimmergewichtes auf dem Schwimmerarm wurde der Druck auf die Wasseroberfläche im Ausgleichsbehälter verändert. Markierungen von Standardpositionen auf dem Schwimmerarm ermöglichten, bedingt durch die Fließgeschwindigkeit des Wassers, die verschiedene Länge von Tag und Nacht zu regulieren. Damit konnte diese Gleichgewicht-Wasseruhr zu allen Jahreszeiten benutzt werden.

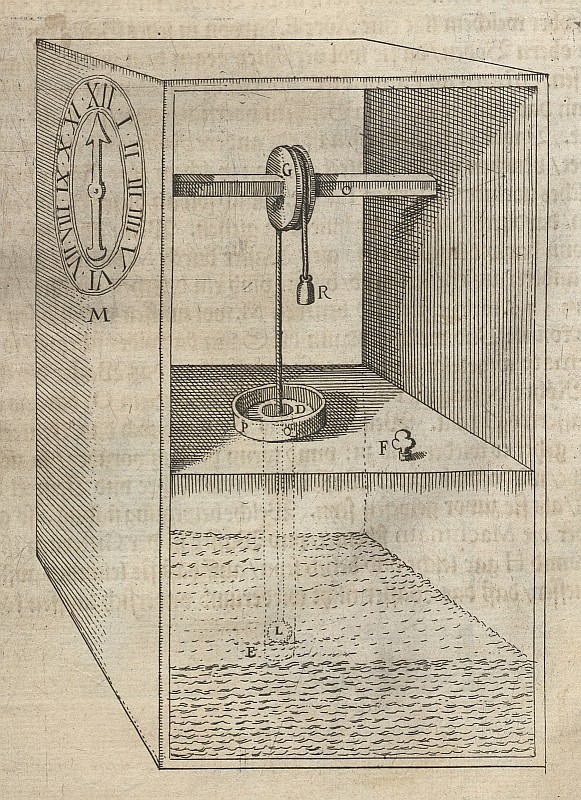
Wasseruhr mit Schwimmer, Gegengewicht und Zifferblatt zur Zeitanzeige

Zwischen 270 v. Chr. und 500 n. Chr. waren griechische und römische Uhrmacher sowie Astronomen mit der Entwicklung von aufwendigen mechanisierten Wasseruhren beschäftigt. Dies wurde durch die Erfindungen von Euklid, welcher die Theoreme der Geometrie begründete, und Archimedes, der die Gesetze des Hebels und des Flaschenzuges, des Zahnrades und der endlosen Schraube sowie die fundamentalen Gesetze der Hydraulik lehrte, erst möglich. Ein Schüler von Archimedes, ein Barbier mit Namen Ktesibios, welcher die Gesetze der Hydraulik und Mechanik auf die Wasseruhren anwendete, baute eine Wasseruhr mit Zifferblatt und Zeiger. Zusätzlich wurde die Regulierung der Wasserströmung angepasst, wodurch die Genauigkeit der Wasseruhren wesentlich verbessert wurde. Es wurden verschiedene Wasseruhren gebaut. Beispielsweise gab es Wasseruhren mit Glockengeläut und Gongschlag, während andere Fenster und Türen öffneten, hinter denen Figuren zum Vorschein kamen. Wieder andere zeigten astrologische Modelle des Universums. Die Klosterwasseruhr funktioniert ähnlich der Sanduhr: aus einer oberen Kugel läuft Wasser durch ein Röhrchen in eine untere Kugel und wird nach einer geeichten Einheit umgedreht. Die Wasserpendeluhr macht sich die Eigenschaften des Pendels zunutze. Die Kompensationswasseruhr des Griechen Pyrlas funktionierte im Zusammenspiel mit Quecksilber und glich Temperaturschwankungen aus. Schließlich ist noch die Walgeuhr zu erwähnen, welche aus einem Gestell besteht, in dem sich eine Trommel, je nach Wasserstand im Behälter, auf und ab bewegen kann. Durch das Zentrum der Trommel geht ein Achsenstab, der sich über eine Zeitskala bewegt, so dass die Zeit abgelesen werden kann.

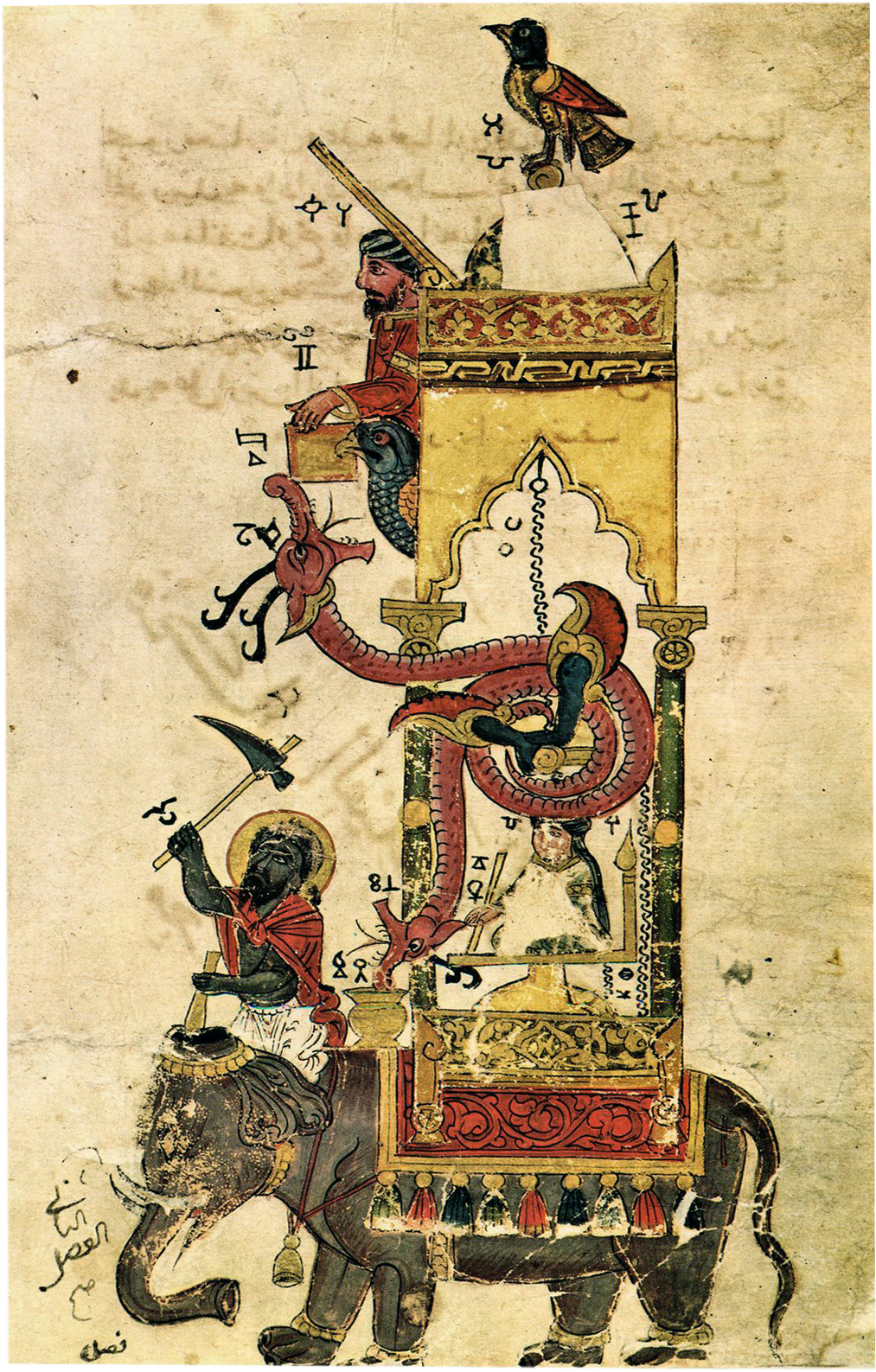
Elefanten-Uhr von Al-jazari

Einige der aufwendigsten Wasseruhren wurden von muslimischen Ingenieuren entwickelt. Insbesondere sind das die Wasseruhren von Al-Jazari, die im Jahr 1206 gebaut wurden, oder die sogenannte Elefanten-Uhr. Diese Wasseruhr verzeichnete die Stelle der zeitlichen Stunden, was bedeutete, dass die Fließgeschwindigkeit des Wassers verändert werden konnte. Dadurch konnte sie täglich auf die ungleiche Länge der Tage das ganze Jahr über eingestellt werden. Um dies zu erreichen, hatte die Uhr zwei Tanks, der obere Tank gab die Zeit an. Dieser war mit Mechanismen über einen Fließgeschwindigkeitsregler und dem unteren Tank verbunden. Bei Tagesanbruch wurde der obere Tank geöffnet und das Wasser floss über einen Schwimmer in den unteren Tank, so dass ein konstanter Druck im empfangenden Behälter beibehalten wurde.

#### Wasseruhren mit Zahnrädern und Hemmung
Das früheste Beispiel einer durch Flüssigkeit angetriebenen Hemmung wurde von dem griechischen Ingenieur Philon von Byzanz (3. Jahrhundert v. Chr.) in seiner technischen Abhandlung Pneumatik (Kapitel 31) beschrieben. Eine weitere frühe Uhr mit Hemmung wurde durch den tantrischen Mönch und Mathematiker Xing Yi und Regierungsbeamten Liang Lingzan in Chang’an gebaut. Es war ein astronomisches Instrument, das auch als Uhr diente. Diese Wasseruhr wurde als Abbild einer Himmelskugel geschaffen und zeigte den Äquator sowie die Mondbahnen in ihrer Reihenfolge. Das Wasser floss in Kugeln und drehte automatisch ein Rad. Eine volle Umdrehung des Rades entsprach einem Tag und einer Nacht. Außerhalb um die Himmelskugel herum waren zwei Ringe befestigt. Auf diesen Ringen war das Modell der Sonne auf den einen und ein Modell des Mondes auf dem anderen montiert. Diese Ringe umkreisten die Himmelskugel als sogenannte Umlaufbahn dieser beiden Planeten. Die Himmelskugel wurde zur Hälfte in einem Holzgehäuse versenkt, deren Oberfläche den Horizont darstellte. Dieses astronomisches Instrument erlaubte die genaue Bestimmung der Zeit, der Sonnenaufgänge und -untergänge sowie des Voll- und Neumondes. Darüber hinaus gab es zwei Holzbuchsen, die auf der Horizontoberfläche angebracht waren. Die erste Holzbuchse schlug an eine Glocke und zeigte durch den Glockenschlag die vollen Stunden an, die zweite schlug an einer Trommel, wodurch ein neues Quartal angekündigt wurde. Alle Aufgaben wurden durch Räder und Wellen, Haken, Stifte und Verriegelungsstäbe sowie Bremseinrichtungen innerhalb des Gehäuses bewältigt.
Eine Nutzung der Wasseruhr von Xing Yi wurde durch die Temperaturschwankungen des Wassers beeinträchtigt. Dieses Problem wurde im Jahre 976 n. Chr. von Zhang Sixun gelöst, in dem er das Wasser durch Quecksilber ersetzte, da Quecksilber bis zu minus 39 °C flüssig bleibt. Zhang Sixun implementierte diese Änderung in eine etwa zehn Meter großen Turmuhr, die mit einer Hemmung versehen war und alle Viertelstunden ein Glockensignal ertönen ließ. Auch der chinesische Mathematiker und Ingenieur Han Kung-Lien baute im Jahr 1088 n. Chr. eine Wasseruhr mit Hemmung. In einem Holzgestell war ein Rad mit Schöpfkammern eingebaut. Alle 24 Sekunden wurde eine Schöpfkammer mit Wasser gefüllt. Durch das Gewicht des gefüllten Wasserschöpfers wurde ein Auslöser heruntergedrückt. Dieser zog an einer Kette, die die Hemmung löste und das Rad um eine Kerbe vorrücken ließ, bevor die Sperre wieder einrastete. Eine in der Pekinger Nationalbibliothek aufbewahrte chinesische Handschrift aus dem Jahre 1090 n. Chr. berichtet von einer Wasseruhr, die Su Song für die Palastgärten in Kai-Feng erbaute. Die „Himmelsmaschine“, die im Jahr 1088 n. Chr. entstand, war insgesamt zehn Meter hoch. Die Verkleidung des zylinderförmigen Baus wies fünf Öffnungen auf, in denen Täfelchen sowie Figuren mit Zimbeln und Gongs die Zeit anzeigten. Ein Rad von etwa vier Meter Durchmesser wurde von einem gleichmäßig fließenden Wasserstrahl so angetrieben, dass am Radumfang befestigte Behälter gefüllt wurden. Hatte ein Behälter ein bestimmtes Gewicht erreicht, so wurde durch eine Vorrichtung eine Hemmung so lange gelöst, bis der nächste Becher sich unter dem Wasserstrahl befand; danach wurde das Rad wieder arretiert. Dieser Reguliermechanismus nahm bereits die mechanischen Hemmungen vorweg, wie sie später in den Räderuhren verwirklicht wurden. Ein Hebelmechanismus bewegte die Figuren und Tafeln, welche die Zeit anzeigten. Diese Wasseruhr hatte den ersten bekannten endlos kraftübertragenden Kettenantrieb in der Uhrmacherei. Diese Uhr stand ursprünglich in der Hauptstadt von Kai-Feng. Dort wurde sie von der Jin-Armee demontiert und in die Hauptstadt Yanjing (heute Peking) gebracht, wo sie nicht wieder zusammengesetzt werden konnte. Darum wurde Su Songs Sohn So Xie bestellt, um ein Replikat herzustellen.

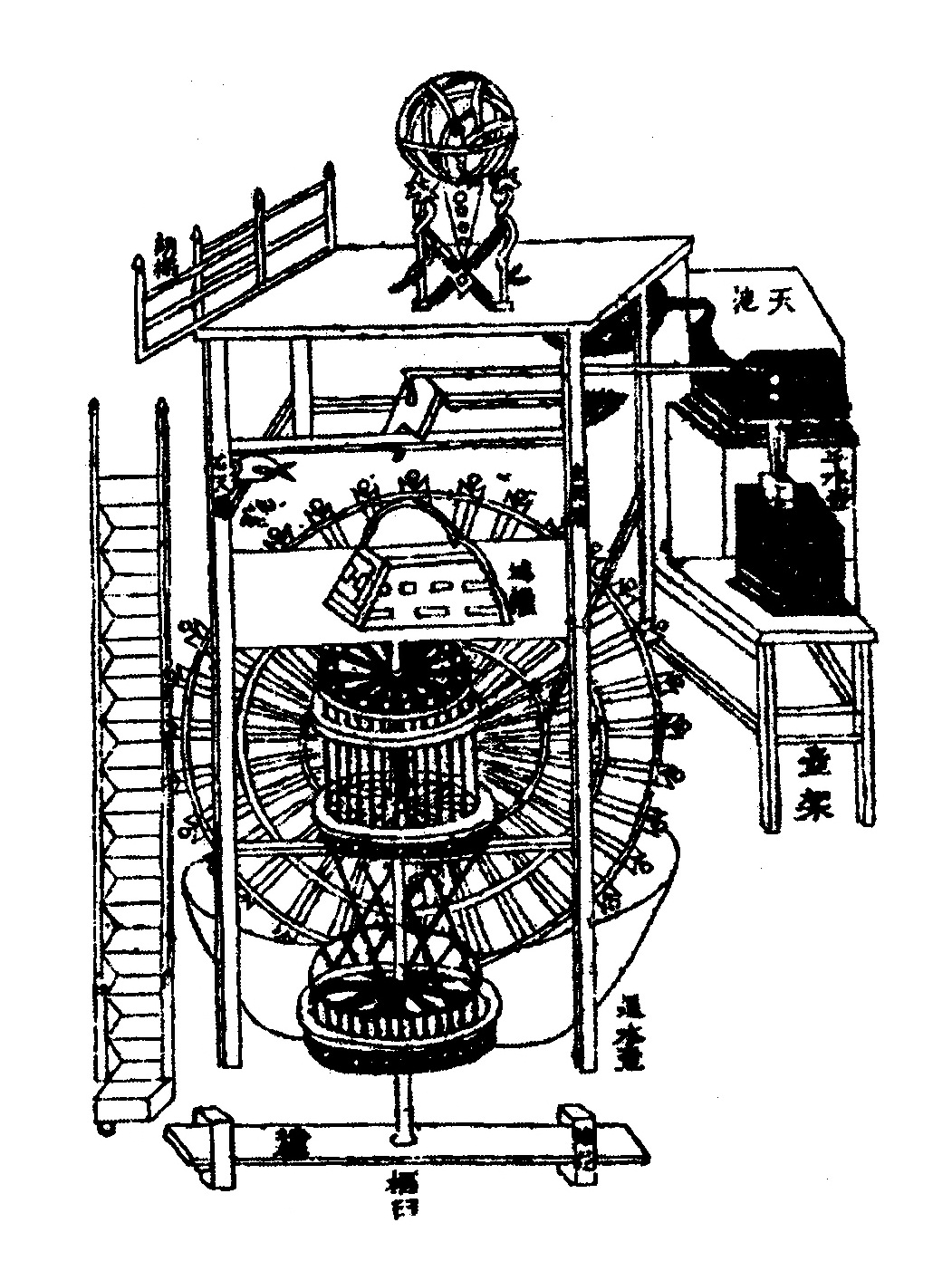
Turmuhr aus Su Songs Buch

Die Glockentürme von Zhang Sixun und Su Song, im 10. und 11. Jahrhundert gebaut, waren die ersten Uhren mit einem Schlagmechanismus. Mittels Buchsen schlug diese Uhr alle Stunde. Die erste Schlaguhr außerhalb Chinas war im Glockenturm in der Nähe der Umayyaden-Moschee in Damaskus. Sie wurde von dem arabischen Ingenieur al-Kaysarani im Jahre 1154 gebaut und kündete die volle Stunde mit einem Glockenschlag.
Die erste mit einem Getriebe versehene Uhr wurde im 11. Jahrhundert von dem arabischen Ingenieur Ibn Khalaf al-Muradi im islamischen Iberia erfunden. Es war eine Wasseruhr, die mit Bereichs- und Planetengetriebe arbeitete. Andere monumentale Wasseruhren mit komplexen Getriebezügen und Bereichen von Automaten wurden von muslimischen Ingenieuren gebaut. Wie die Griechen und Chinesen so bauten auch arabische Ingenieure Wasseruhren mit einer durch Flüssigkeit angetriebenen Hemmung. Schwere Schwimmer wurden als Gewichte verwendet. Das konstante Kopfsystem der Uhr wurde mit einem Hemmungsmechanismus eingesetzt. Diese hydraulische Steuerung wird noch verwendet, um schwere Lasten langsam und stetig zu heben.
Die Wasseruhr galt über Jahrhunderte als königliches Geschenk. Schon 507 n. Chr. schenkte Theoderich, der damalige Regent über Italien, dem Burgunderkönig Sigmund eine Schatten- und eine Wasseruhr. In Bagdad hatte die mohammedanische Kultur ihren Scheitelpunkt erreicht, als der Kalif Hārūn ar-Raschīd Karl dem Großen zu seiner Krönung als Geschenk eine Wasseruhr aus Erz mit damasziertem Gold überreichte. Es war die prachtvollste Wasseruhr mit Automaten und Glockenspiel, die je bekannt wurde.

#### Quecksilberuhren
Im Jahr 1277 wurde in den Libros del saber de Astronomia, einem spanischen Werk, bestehend aus wissenschaftlichen Übersetzungen von arabischen und jüdischen Texten, erstmals eine Quecksilberuhr beschrieben. Diese Quecksilberuhr besaß bereits die wesentlichen Merkmale einer mechanischen Uhr. Sie wurde von Gewichten angetrieben. Dabei bewegte ein Seil eine Trommel, die Quecksilber enthielt. Quecksilber ist ein zähflüssiger Stoff, dessen träge Eigenschaft als Hemmung genutzt wurde. Die sich drehende Trommel war durch eingebaute perforierte Bleche in Sektoren geteilt. Bei der sich drehenden Trommel floss das Quecksilber von einer Kammer durch die Perforation in die nächste Kammer. Aufgrund seiner Trägheit bremste es die Drehbewegung der Trommel ab. Durch geeignete Anpassung der treibenden Gewichte machte die Trommel in vier Stunden eine Umdrehung. Durch eine Untersetzung im Verhältnis 6:1 wurde erreicht, das die Trommel eine Umdrehung in 24 Stunden zurücklegte. Somit konnten die Zeit sowie andere astronomische Daten direkt auf der Anzeigeplatte abgelesen werden.

#### Feueruhren
Ein Stab, der mit Pech und Sägemehl beschichtet war, wurde auf eine ganz bestimmte Länge abgeschnitten. Kleine Metallkugeln waren in regelmäßigen Abständen an dem Stab mit Fäden befestigt. Der Stab ragte über einen Gong. Wenn der Stab nun bei Sonnenaufgang angezündet wurde, fraß sich die Flamme den Stab entlang.
Dabei brannte sie die Fäden ab, an denen die Metallkugeln hingen. Die fielen hinunter auf den Gong, schlugen ihn an und die Menschen konnten hören, dass wieder eine Zeiteinheit vergangen war.

##### Kerzenuhren

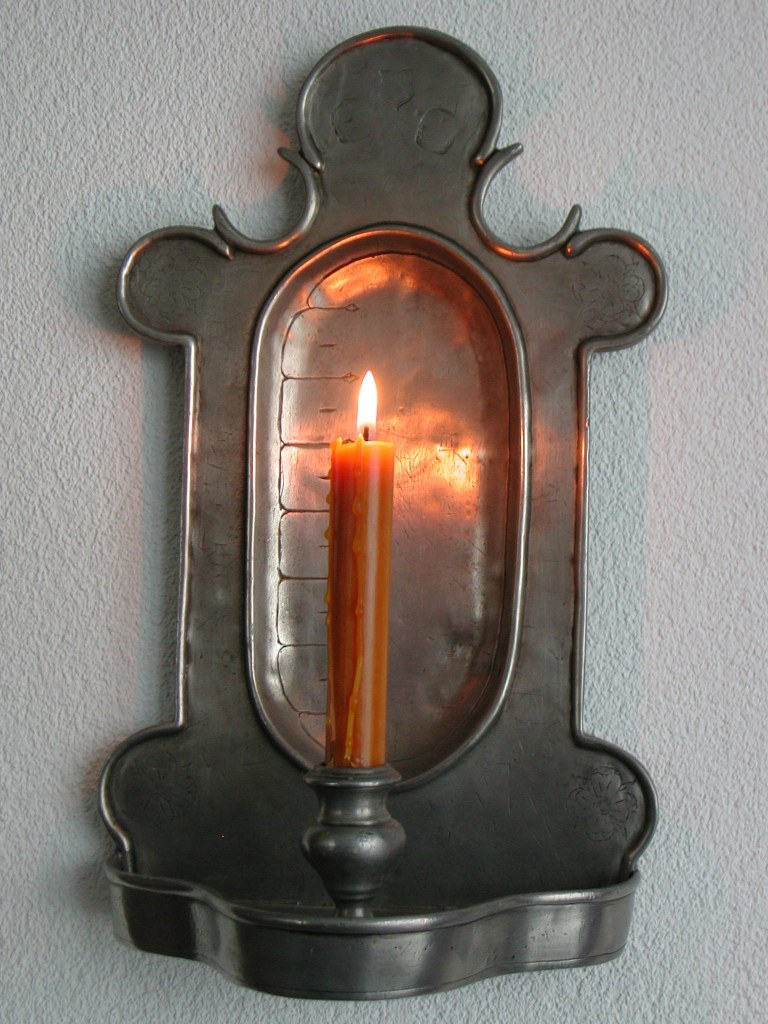
Kerzenuhr

Es ist nicht bekannt, wo und wann Kerzenuhren zuerst verwendet wurden, ihre älteste Erwähnung stammt von einem chinesischen Gedicht, das im Jahre 520 n. Chr. von Jianfu geschrieben wurde. Dem Gedicht nach war die Kerze ein Mittel zur Bestimmung der Nachtzeit. Ähnliche Kerzen wurden auch in Japan bis zum Beginn des 10. Jahrhunderts verwendet.
In der Geschichtsschreibung wurde erwähnt, dass König Alfred der Große von England im 9. Jahrhundert in Europa die Kerzenuhr erfand. Sie bestand aus sechs Wachskerzen, die 30 Zentimeter hoch und eine gleichmäßige Dicke von 2,5 Zentimeter hatten. Die Brenndauer einer Wachskerze betrug vier Stunden. Sein Chronist überlieferte, dass er exakt acht Stunden für seine öffentlichen Pflichten, acht Stunden für das Studieren, Essen und Schlafen sowie acht Stunden für das Gebet aufbrachte. Um seinen strukturierten Tagesablauf durchhalten zu können, benötigte er täglich sechs Wachskerzen, welche er in einer Laterne aufbewahrte, um die Gleichmäßigkeit des Abbrennens zu optimieren.
Die modernsten Kerzenuhren ihrer Zeit waren diejenigen von Al-Jazari im Jahr 1206. Eine seiner Kerzenuhren enthielt ein Zifferblatt mit Zeitanzeige, die zum ersten Mal durch einen Bajonettverschluss gehalten wurde. Dieser Befestigungsmechanismus wurde noch in der Neuzeit verwendet. Donald Routledge Hill beschrieb die Al-Jazari-Kerzenuhren folgenderweise:
Die Kerze, deren Abbrenngeschwindigkeit bekannt war, trug an der Unterseite der Kappe ein Loch, durch den der Docht geführt wurde. Das abgebrannte Wachs wurde in dem Einzug gesammelt und konnte periodisch entfernt werden, so dass es nicht mit der ständig brennenden Kerze in Berührung kam. Der untere Teil der Kerze lag in einer flachen Schale, die mit einem Ring an ihrer Seite über Rollen mit einem Gegengewicht verbunden war. Durch den Abbrand der Kerze schob sich das Gewicht mit einer konstanten Geschwindigkeit nach oben. Die Zeitanzeige wurde von der Schüssel an der Unterseite der Kerze betrieben.

##### Öllampenuhren

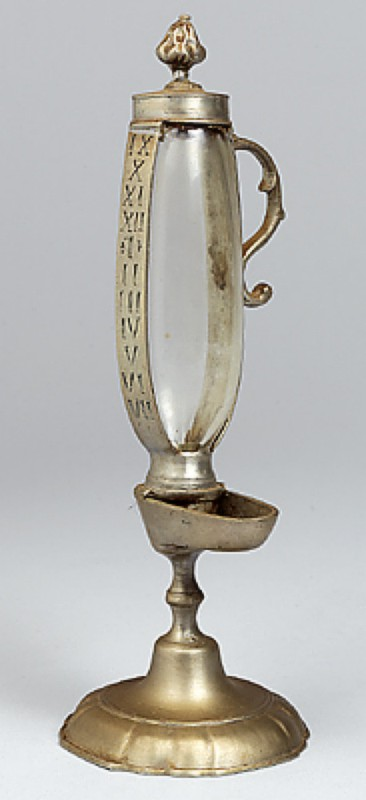
Öllampenuhr

Eine Variation der frühen Zeitmessgeräte waren auch die Öllampenuhren. Diese bestanden aus einem abgestuften Glasraum, der mit einer senkrechten Skala versehen war. Dieser Glasraum diente als Vorratsbehälter für die Brennstoffversorgung der seitlich vom Vorratsbehälter eingebauten Lampe. Als Brennstoff diente Öl oder Tran. In der Regel wurde Tran verwendet, weil es sauberer und gleichmäßiger verbrannte als Öl. Durch den Brennstoffverbrauch der Lampe sank der Öl- oder Transpiegel im Glasreservoir, wodurch auf der Skala die Zeit abgelesen wurde. Mit der Öllampenuhr war in der Nacht eine grobe Zeitmessung möglich.

##### Räucherstäbchenuhren

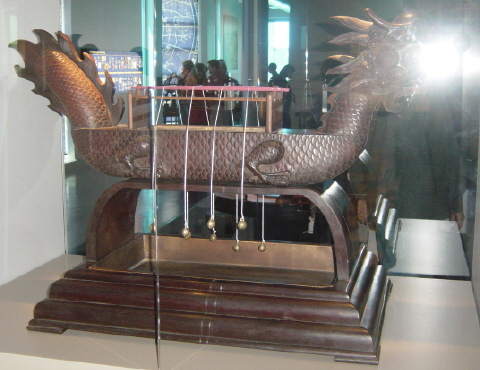
Chinesische Räucherstäbchenuhr in Drachenform, mit Glockenalarm

Im Fernen Osten wurden – neben Wasseruhren, mechanischen Uhren und Kerzenuhren – auch Weihrauchuhren in den verschiedensten Formen eingesetzt. Räucherstäbchenuhren wurden um das 6. Jahrhundert zunächst in China verwendet. In Japan werden die Weihrauchuhren immer noch in der Shōsōin (Schatzkammer des Tōdai-ji) benutzt, obwohl die Schriftzeichen nicht chinesisch, sondern Devanagari sind. Aufgrund ihrer häufigen Verwendung von Devanagari-Zeichen und ihres Einsatzes in den buddhistischen Zeremonien spekuliert Edward H. Schäfer, dass Weihrauchuhren in Indien erfunden wurden. Obwohl ähnlich wie die Kerzenuhr, verbrannte die Weihrauchuhr gleichmäßig und ohne Flamme, deshalb war sie für die Verwendung im Innenbereich genauer und sicherer.
Es wurden verschiedene Typen von Weihrauchuhren gefunden; die häufigsten Formen sind die Räucherstäbchen und Weihrauch-Siegel. Ein Typ der Räucherstäbchenuhr wurde mit kalibrierten Räucherstäbchen bestückt, wieder andere hatten einen aufwendigen Mechanismus. Zum Beispiel wurden Gewichte in gleichmäßigen Abständen mit einem Faden angebracht. Durch das Abbrennen des Räucherstäbchens fiel das Gewicht nach einer gewissen Zeit auf einen Gong. Einige Weihrauchuhren wurden in eleganten Schalen eingebaut, in der durch eine offene Bodenplatte die Gewichte in ein dekoratives Fach fielen. Es gab Räucherstäbchen mit unterschiedlichen Düften, so dass die Stunden durch eine Änderung der Duftnote gekennzeichnet wurden. Die Räucherstäbchen wurden in Stabform oder als Spiralen verwendet. Die Spiralform wurde oft auf den Dächern der Häuser und Tempel aufgehängt und hatten eine längere Brenndauer gegenüber den Stäben.
Bis 1924 waren Räucherstäbchen eine besondere Art von Zeitmesser, die ausschließlich in japanischen Geisha-Häusern (Okiya) verwendet wurden. Die Geisha wurde nach Anzahl der abgebrannten Senkodokei (Räucherstäbchen gegen Entgelt) für ihre Unterhaltung bezahlt. Räucherstäbchen-Siegeluhren wurden für offizielle Anlässe und Veranstaltungen verwendet und waren für religiöse Zwecke von primärer Bedeutung. Das Siegel wurde aus Holz oder einer Steinplatte, die mit einer oder mehreren Nuten versehen war, geätzt. Sie wurde mit Weihrauch bestückt und überwiegend von den chinesischen Gelehrten und Intellektuellen benutzt. Diese Uhren waren in China üblich, sie wurden in geringerer Anzahl auch in Japan hergestellt. Um den Übergang von einer bestimmten Stunde zu markieren, wurden verschiedene Harze oder duftende Räucherstäbchen sowie Weihrauchpulver auf die Uhrenfläche aufgebracht. Dadurch entstand eine Vielfalt von Weihrauchuhren, je nach der verwendeten Duftnote. Die Länge der Weihrauchstrecke bestimmte unmittelbar die Brenndauer der Uhr. Es gab Weihrauchuhren für kurze Zeiträume und solche, die zwischen zwölf Stunden und einem Monat brannten.
Während anfangs die Weihrauchhalter noch aus Holz oder Stein gebaut wurden, führten die Chinesen schrittweise Metallplatten ein. Dies ermöglichte eine leichtere Herstellung und bessere Ausschmückung der Weihrauchuhren. Ein weiterer Vorteil war, dass die Pfade der Nuten variiert, und die Uhren so an die sich im Laufe des Jahres verändernde Tageslänge angepasst werden konnten. Als kleinere Halterungen verfügbar wurden, gewann die Uhr bei den Chinesen an Popularität und war ein beliebtes Geschenk. Räucherstäbchen-Siegeluhren werden von vielen Uhrensammlern gesucht, aber es sind nur wenige verfügbar, weil sie oft bereits verkauft wurden oder im Besitz von Museen oder Tempeln sind.

#### Astronomische Uhren

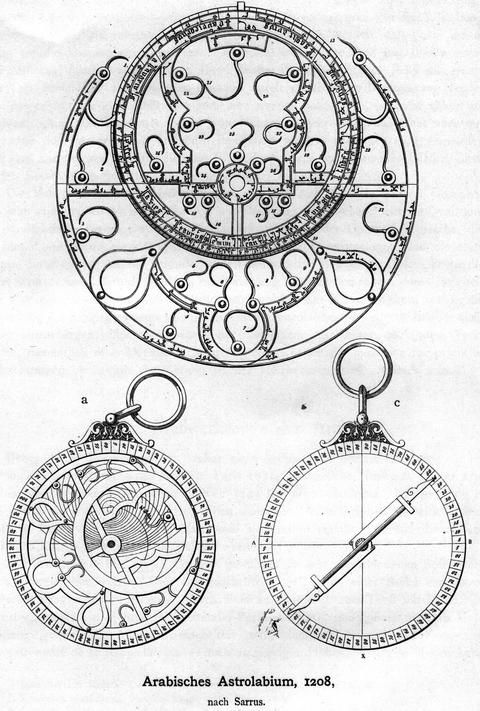
Arabisches Astrolabium um 1208

Ein Astrolabium ist ein wissenschaftliches astronomisches Gerät, das von den Muslimen auch zur Festsetzung der Gebetszeit, für einfache Vermessungszwecke und zur Navigation benutzt wurde. Es lieferte bis ins 17. Jahrhundert den arabischen und europäischen Astronomen unter anderem die genaue Zeit. Das Astrolabium bestand aus einem Ring, in dem eine Scheibe mit drehbarem Radius aufgehängt war. Zeitgenössische muslimische Astronomen benutzten eine Vielzahl von sehr genauen astronomischen Uhren für den Einsatz in ihren Moscheen und Observatorien, wie die wasserangetriebene astronomische Uhr von Al-Jazari aus dem Jahr 1206 und die astronomische Uhr von Ibn al-Shatir im frühen 14. Jahrhundert. Die modernsten Astrolabien zur Zeitnahme waren die ausgerichteten Astrolabien von Al-Biruni im 11. Jahrhundert und von Muhammad ibn Abi Bakr im 13. Jahrhundert. Diese wurden als Zeitmessgeräte und als Kalender verwendet.
Al-Jazaris Schlossuhr von 1206 war die modernste wasserangetriebene astronomische Uhr. Sie gilt als frühes Beispiel für einen programmierbaren Analog-Computer. Diese Uhr war ein komplexes Gerät, das etwa 11 Meter hoch war und mehrere Funktionen neben der Zeitmessung hatte. Sie enthielt eine Darstellung des Tierkreises und der Solar- und Mondbahnen und besaß einen als Mondsichel geformten Zeiger. Dieser Zeiger fuhr mit seiner Spitze über ein Tor, das automatisch jede Stunde geöffnet wurde und eine Figur hervortreten ließ. Die Länge der Tage und Nächte konnten entsprechend den Jahreszeiten neu programmiert werden. In der Front standen fünf Musikerfiguren, die durch eine versteckte Nockenwelle mit einem Hebel verbunden waren. Dieser Hebel wurde durch das drehende Wasserrad verschoben, wodurch zu einer bestimmten Zeit automatisch Musik abgespielt wurde. Weitere Bestandteile der Schlossuhr waren: Ein Vorratsbehälter mit Schwimmereinrichtung, eine Schwimmerkammer und ein Durchflussregler sowie zwei Automaten, aus denen Kugeln in Vasen fielen, um als Weckervorrichtung zu dienen.

## Moderne Zeitmessgeräte

### Moderne Geräte antiken Ursprungs

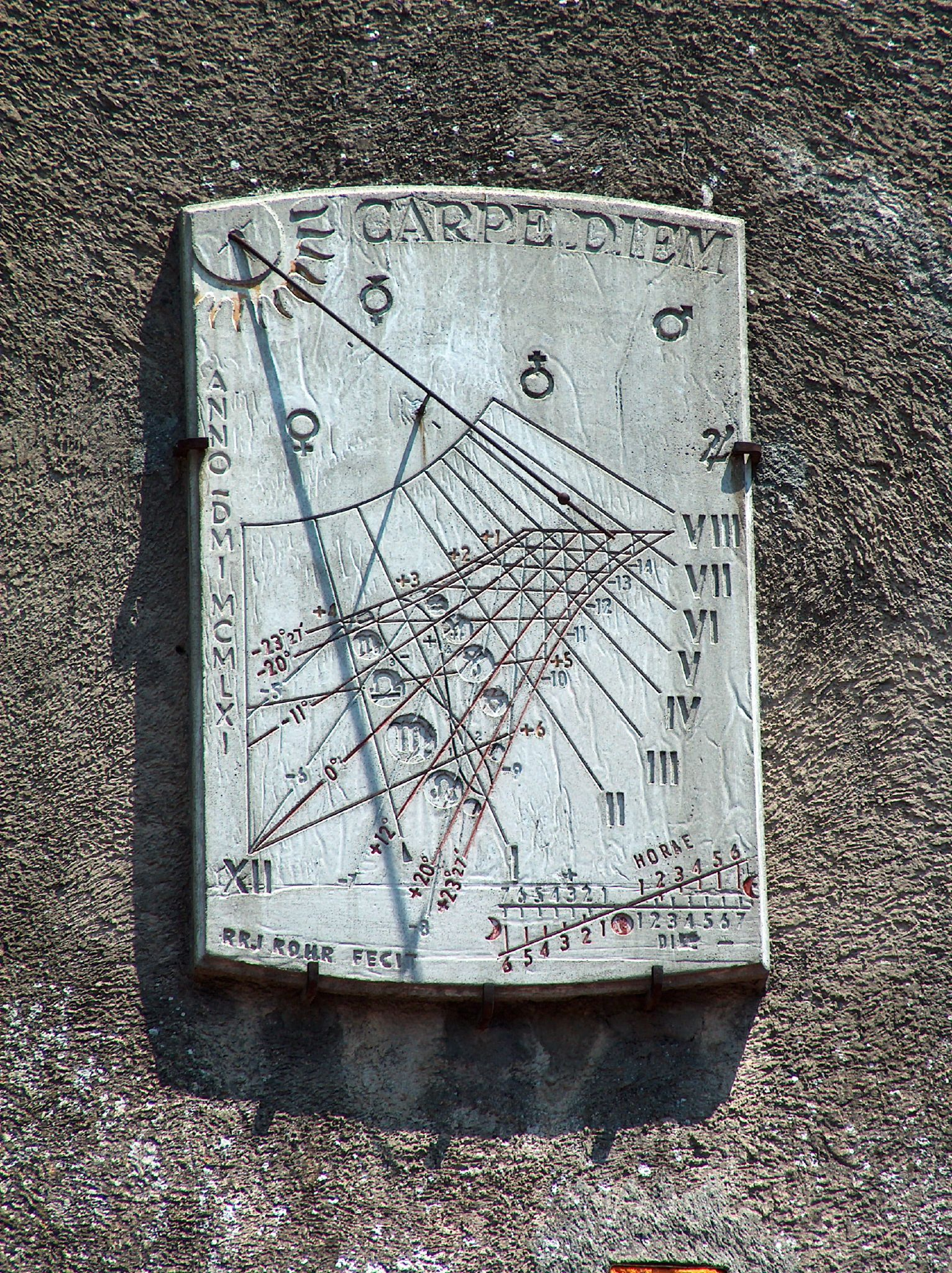
Sonnenuhr in Carcassonne (Aude, Frankreich); 1961 hergestellt von René R. J. Rohr (1905–2000)

Bei Sonnenuhren wird der Schatten eines punktförmigen Körpers (Nodus) auf einem Zifferblatt abgelesen. Bei den in der Antike verwendeten temporalen Tagesstunden ist die Länge von der Jahreszeit abhängig. Man teilte den Tag in zwei Teile zu zwölf Stunden: den Lichttag, der von Sonnenaufgang bis Sonnenuntergang geht, und die Nacht vom Sonnenuntergang bis Sonnenaufgang. Im Sommer waren die Tagstunden länger als die Nachtstunden, im Winter war es umgekehrt. Die Idee, Stunden von gleicher Länge das ganze Jahr über zu verwenden, wurde im Jahr 1371 von Abul-Hasan Ibn al-Shatir angewandt. Seine Idee basierte auf früheren Entwicklungen in der Trigonometrie von Muhammad ibn al-Dschabir al-Harrānī Battani (Albategni), der als Ibn al-Shatir bekannt war. Der Gnomon (Schattenzeiger) wurde parallel mit der Erdachse ausgerichtet, dadurch zeigten die Stundenlinien an jedem Tag des Jahres die gleiche Zeit an. Seine Sonnenuhr ist die älteste noch vorhandene Sonnenuhr, die nach der Erdachse ausgerichtet ist. Dieses Konzept wurde in den westlichen Sonnenuhren ab dem Jahr 1446 angewendet.
Nach der Annahme des Heliozentrismus und gleicher Stunden sowie Fortschritten in der Trigonometrie wurden Sonnenuhren in ihrer jetzigen Form in der Renaissance in großer Anzahl gebaut. Im Jahre 1524 baute der französische Astronom Oronce Finé eine Sonnenuhr aus Elfenbein, die noch existiert. Im Jahre 1570 veröffentlichte der italienische Astronom Giovanni Padovani eine Abhandlung, einschließlich der Anweisungen für die Herstellung und Verlegung von Wandmalereien der vertikalen und horizontalen Sonnenuhren. Um das Jahr 1620 beschreibt auch Giuseppe Biancani in Constructio instrumenti ad horologia Solarien, wie Sonnenuhren zu konstruieren sind.
Während seiner Weltumseglung im Jahre 1522 verwendete der portugiesische Seefahrer Ferdinand Magellan auf jedem seiner Schiffe 18 Sanduhren. Da die Sanduhr eine der wenigen zuverlässigen Methoden zur Messung der Zeit auf See war, wird spekuliert, dass sie schon im 11. Jahrhundert an Bord von Schiffen als Hilfsmittel zur Navigation ergänzend eingesetzt wurde. Allerdings tauchen die frühesten Belege für ihre Verwendung in der Malerei im Jahre 1338 auf (Allegorie der Guten Regierung von Ambrogio Lorenzetti). Sanduhren hatten als Prinzip wie noch den von einer oberen zu einer unteren Kammer durch eine Enge rinnenden Sand als Zeitmaß. Meist war die verrinnende Zeit auf eine halbe Stunde begrenzt. Vom 15. Jahrhundert an wurden Sanduhren in einem breiten Spektrum angewendet, hauptsächlich zum Messen kurzer Zeitspannen, etwa um als Kanzeluhr die Dauer einer Predigt festzulegen oder gar die Redezeit vor Gericht. In der Seefahrt bestimmten sie den Wachablauf in vier Stunden Wachen zu acht Glasen. Ein Schiffsjunge musste alle halbe Stunde die Sanduhr umdrehen. Auch in der Industrie und in der Küche fand die Sanduhr ihre Anwendung. Sie waren die ersten zuverlässigen, wieder verwendbaren, hinreichend genauen und leicht zu bauenden Zeitmessgeräte. Das Stundenglas wurde im Mittelalter als Symbol der verrinnenden Zeit und der Vergänglichkeit des Menschen betrachtet. Zwar wurde das Stundenglas auch in China benutzt, aber seit wann es dort verwendet wurde, ist unbekannt.

### Westeuropäische mechanische Uhren
Die frühesten mittelalterlichen europäischen Uhrmacher waren christliche Mönche. Mittelalterliche Klöster und Lehranstalten benötigten Uhren, weil das tägliche Gebet und die Arbeitszeitpläne ausschließlich nach ihnen reguliert wurden. Dies wurde mit verschiedenen Arten der Zeitmessgeräte getan, wie der Sonnenuhr, der Wasseruhr oder der Kerzenuhr. Diese Uhrenarten wurden auch kombiniert benutzt. Als mechanische Uhren verwendet wurden, mussten sie zweimal täglich nachgestellt werden, um die Genauigkeit sicherzustellen. Wichtige Zeiten wurden durch Glockenzeichen oder durch eine mechanische Vorrichtung, wie ein fallendes Gewicht oder einen drehenden Klopfer, verkündet.
Die Notwendigkeiten der Frömmigkeit und die technischen Fähigkeiten der mittelalterlichen Mönche waren entscheidende Faktoren in der Entwicklung der Uhren. Unter den Mönchen waren auch talentierte Uhrmacher. Im Jahre 996 n. Chr. wurde von dem zukünftigen Papst Sylvester II. die erste vermerkte Uhr in der Stadt Magdeburg errichtet. Peter Lightfoot, ein Mönch des 14. Jahrhunderts von Glastonbury, errichtete eine der ältesten Uhren, die noch im Wissenschafts-Museum in London zu besichtigen ist. Die Erwähnung von Uhren in den Schreiben des 11. Jahrhunderts deutet an, dass sie in Europa zu diesem Zeitraum weithin bekannt waren. Im frühen 14. Jahrhundert bezog sich der florentinische Dichter Dante Alighieri auf eine Uhr in seinem Paradiso, die den ersten literarischen Hinweis auf ein Stundenglockenwerk enthielt. Die früheste ausführliche Beschreibung des Uhrwerks wurde von Giovanni Da Dondi, Professor für Astronomie in Padua, in seiner Abhandlung des Jahres 1364 IL Tractatus Astrarii dargestellt. Dieses Uhrwerk wies einige moderne Repliken auf. Andere bemerkenswerte Beispiele in diesem Zeitraum wurden in Mailand (1335), in Straßburg (1354), in Lund (1380), in Rouen (1389) und in Prag (1410) aufgebaut.
Die Uhr der Salisbury-Kathedrale (Wiltshire, England) von 1386 ist die älteste Uhr in der Welt, die fast komplett aus Originalbauteilen besteht. Diese Uhr hat keinen Vorwahlknopf, da sie nur eine Glocke zu den exakten Zeiten anschlägt. Die Räder und die Zahnräder wurden in einem geöffneten, kastenähnlichen Eisenrahmen von 1,20 Meter Seitenlänge angebracht. Der Rahmen wird mit Metalldübeln und -stöpseln zusammengehalten. Der Antrieb erfolgt durch die Schwerkraft zweier große Steine, die an einer Riemenscheibe aufgehängt sind. Während die Gewichte fallen, wickeln sich Seile von den hölzernen Fässern ab. Ein Fass treibt das Antriebsrad an, das durch die Hemmung reguliert wird, und das andere treibt den auffallenden Mechanismus und die pneumatische Bremse. Peter Lightfoots Kathedralenuhr, erbaut 1390, funktioniert nach dem gleichen System. Durch Einstellung des Vorwahlknopfes wurde die Ansicht des mittelalterlichen Universums mit seiner Sonnen- und Mondbahn dargestellt, die um den zentral gelagerten Erdball rotieren. Über der Uhr sind Figuren aufgesetzt, die die Glocke schlagen, während sich alle 15 Minuten ein Satz Turnierritter auf einer Schiene drehen. Diese Uhr wurde im 17. Jahrhundert mit einem Pendel und einer Ankerhemmung umgerüstet. Sie wurde 1884 ins Londoner Wissenschafts-Museum gebracht, wo sie noch heute funktioniert. Ähnliche astronomische Uhren können noch heute an den Kathedralen von Exeter, Ottery Saint Mary und am Wimborne Minster besichtigt werden.

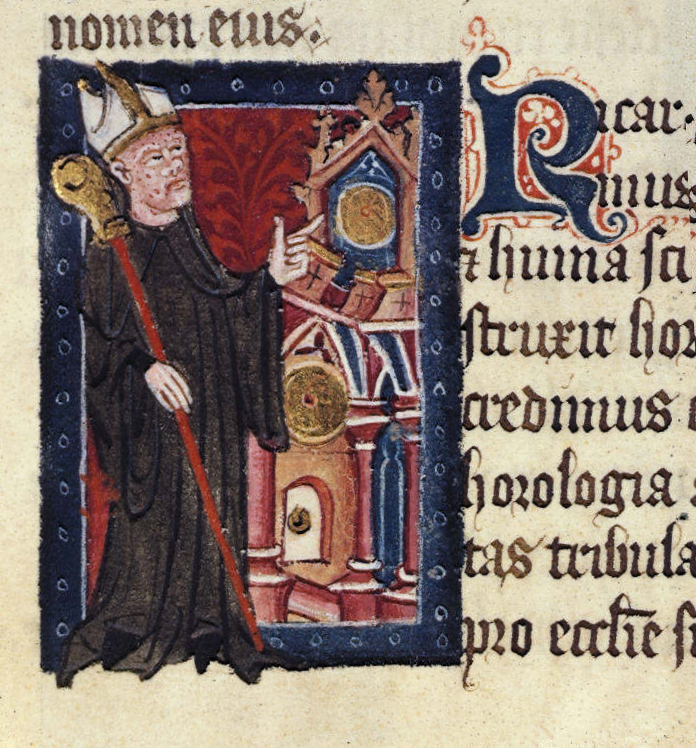
Richard Wallingford

Eine Uhr, die nicht mehr existiert, wurde im 14. Jahrhundert vom Abt Richard von Wallingford in der Abtei von Sankt Albans errichtet. Als Heinrich VIII. die Klöster auflöste, wurde diese Uhr zerstört, aber Aufzeichnungen ermöglichten eine komplette Rekonstruktion. Diese Uhr konnte neben der Zeit auch die Phasen von Sonne und Mond sowie die Stellung der Sterne und der Planeten genau voraussagen. Eine Anzeige ermöglichte es, den aktuellen Stand der Gezeiten an der London Bridge abzulesen. Der Uhrmacher Giovanni de Dondi erstellte in den Jahren 1348 bis 1364 eine astronomische Uhr (Astrarium), die in den nächsten zwei Jahrhunderten aus technischer Sicht ihresgleichen suchte. Auch diese Uhr existiert nicht mehr, wurde aber nach vorliegenden Zeichnungen von Leonardo da Vinci sowie vor allem anhand exakter technischer Zeichnungen und Beschreibungen, die de Dondi während des Baus niederschrieb, nachgebaut. Im Gegensatz zu vielen anderen astronomischen Uhren hatte diese Uhr nur eine geringe Größe und war komplett aus Messing in 107 Einzelteilen gefertigt. De Dondis Uhr hatte sieben Flächen, die neben der Zeit auch die Positionen der Sonne, des Mondes und von fünf anderen Planeten sowie alle religiösen Festtage anzeigten. Die Genauigkeit und Vielseitigkeit dieses Werks war bis dahin unbekannt. Die Rekonstruktionen sind im National Museum of American History der Smithsonian Institution in Washington D. C., im Pariser Observatorium, im Science Museum in London und im Uhrenmuseum Beyer in Zürich zu sehen.
Das mittelalterliche Leben wurde durch eine Vielzahl von Glockenzeichen der Kirch- und Stadttürme geregelt. Gebetszeiten der Klöster, Öffnungszeiten von Stadttoren, Gerichts- und Marktzeiten und andere wichtige Zeiten wurden von den Türmern eingeläutet. Hierzu war eine zuverlässige Zeitanzeige erforderlich; eine Notwendigkeit, der die Sonnen- und Wasseruhren nicht genügten.
Während im Mittelalter Uhren hauptsächlich für religiöse Zwecke benutzt wurden, setzte ab dem 15. Jahrhundert auch die Nutzung für die weltliche Zeitmessungen ein. In Dublin wurde die amtliche Zeitmessung zur lokalen Gewohnheit, bis 1466 stand eine allgemeine Uhr auf dem Stadtgericht- und Rathaus. Diese Uhr war die erste ihrer Art in Irland und hatte nur einen Stundenzeiger. Der zunehmende Prunk in den Schlössern führte zum Bau von großen Turmuhren. Aus dem Leeds Castle ist noch eine Turmuhr erhalten geblieben. Die aus dem Jahre 1435 stammende Uhr wurde mit Bildern der Kreuzigung Jesu sowie Bildern Marias und des heiligen Georg verziert.
Im Mittelalter wurden in vielen Glockentürmen Westeuropas mechanische Uhren verwendet. Die Turmuhr von Sankt Markus in Venedig wurde im Jahre 1493 von dem Uhrmacher Gian Carlo Rainieri aus Reggio Emilia zusammengebaut. Im Jahre 1497 formte Simone Campanato eine große Glocke, auch Marangona genannt, für den Glockenturm Sankt Markus. Diese Glocke wurde am 1. Dezember 1497 installiert und hatte einen Durchmesser von 1,27 Meter bei einer Höhe von 1,56 Meter. Der Beginn und das Ende eines Arbeitstages werden durch zwei mechanische Bronzestatuen von 2,60 Meter Höhe verkündet, die mit einem Hammer auf die Glocke schlagen. Im Jahre 1410 wurde von den beiden Uhrmachern Mikulas von Kadan und Jan Šindel die astronomische Uhr von Prag konstruiert. Sie setzt sich aus drei Hauptkomponenten zusammen: 1. dem astronomischen Zeiger, der die Position der Sonne und des Mondes im Himmel repräsentiert und weitere astronomische Details zeigt; 2. dem Uhrwerk, das „Der Gang der Apostel“ genannt wird und zu jeder vollen Stunde Figuren der Apostel und einige andere Skulpturen erscheinen lässt; sowie 3. dem Kalenderzeiger, der mit Medaillons die Monate anzeigt. Etwa um 1490 wurden die restlichen Zeiger von dem Uhrmacher Jan Růže hinzugefügt, und die Uhr erhielt ihr gotisches Design. Die astronomische Uhr von Prag war die dritte ihrer Art. Die erste wurde 1344 in Padua (Italien) hergestellt.
Frühe mechanische Uhren verwendeten noch keine Minuten- und Sekundenanzeige. In einem Manuskript aus dem Jahr 1475 wird zum ersten Mal eine Minutenanzeige erwähnt. Seit dem 15. Jahrhundert existierten in Deutschland Uhren mit Minuten- und Sekundenanzeige. Uhren mit Minuten- und Sekundenanzeige waren noch in der Minderheit und ihre Anzeigen waren ungenau. Erst mit der Entwicklung des Pendels wurde eine größere Genauigkeit der Anzeige möglich. Im 16. Jahrhundert benutzte der Astronom Tycho Brahe Uhren mit Minuten- und Sekundenanzeige, um stellare Positionen zu beobachten.

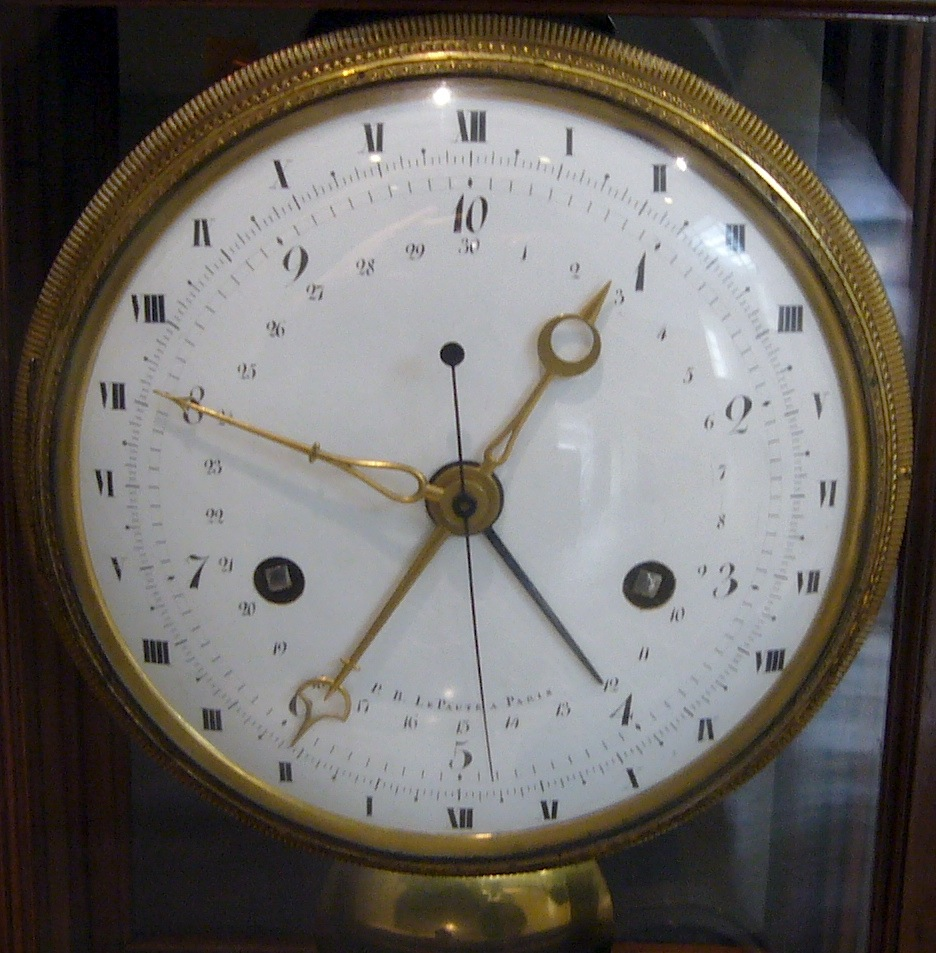
Dezimaluhr-Zifferblatt (Aus der Zeit der Französischen Revolution)

Zwischen 1794 und 1795 forderte die französische Regierung die Einführung von dezimalen Uhren. Ein Tag wurde in zehn Stunden eingeteilt und die Stunde hatte 100 Minuten. Der Astronom und der Mathematiker Pierre-Simon Laplace und andere Intellektuelle änderten daraufhin die Uhreneinstellung auf Dezimalzeit. Eine Uhr im Palais des Tuileries zeigte noch bis ins Jahr 1801 die Dezimalzeit an. Die Kosten, die mit der Ersetzung aller Uhren in Frankreich verbunden waren, verhinderten eine Verbreitung der Dezimaluhren. Weil dezimale Uhren statt den gewöhnlichen Staatsbürgern nur den Astronomen halfen, war es eine der unpopulärsten Änderungen, die mit dem metrischen System verbunden sind, und so wurde sie verworfen.

### Osmanische mechanische Uhren
Im Jahr 1565 beschrieb der osmanische Ingenieur Taqi ad-Din in seinem Buch The Brightest Stars for the Construction of Mechanical Clocks (al-Kawākib ad-durriyya fī waḍʿ al-bankāmat ad-dauriyya) eine durch Gewichte angetriebene mechanische Uhr. Diese hatte ein Foliot (deutsch: Waag, Balkenwaag oder Löffelwaag) mit Hemmung, Zahnräder, eine Weckeinrichtung sowie eine Darstellung der Mondphase. Ähnlich wie die europäischen mechanischen Wecker des 15. Jahrhunderts wurde die Weckzeit durch Versetzung eines Stöpsels eingestellt. Die Uhr hatte drei Anzeigen, für die Stunden, die Minuten und für die Gradzahl. Taqi al-Din konstruierte später eine mechanische Uhr für das Istanbul-Observatorium, die er zur Beobachtung der Rektaszension nutzte. Die Rektaszension ist in der Astronomie der Winkel zwischen dem Längenkreis des Frühlingspunktes bis zum Längenkreis, über dem das beobachtete Objekt steht, auf der Äquatorebene gemessen. Sie ist die Entsprechung auf der (imaginären) Himmelskugel zur geographischen Länge auf der Erde. Diese Uhr hatte eine Stunden-, Minuten- sowie Sekundenanzeige. Jede Minute war in fünf Sekunden unterteilt. Dieses war eine wichtige Innovation in der praktischen Astronomie des 16. Jahrhunderts, da die mechanischen Uhren am Anfang des Jahrhunderts für astronomische Zwecke nicht genau genug waren.

### Uhrenentwicklung in Japan

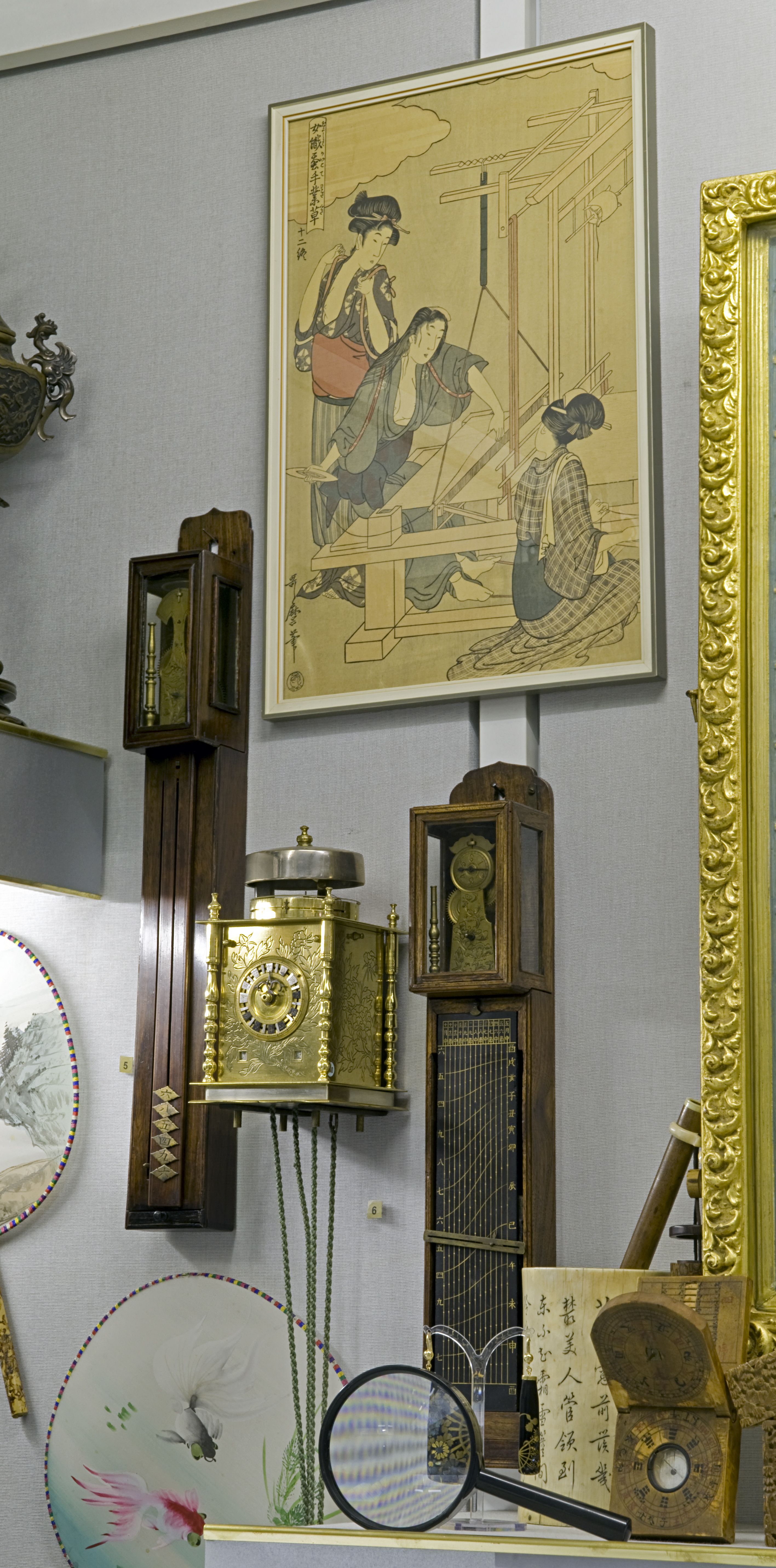
Japanische Uhren (Uhren- und Schmuck-Museum Frankfurt)

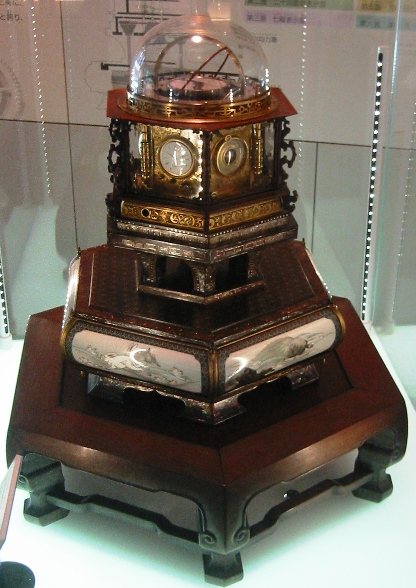
Die „10.000-Jahre-Uhr“ (Beispiel einer Wadokei-Uhr aus dem Jahr 1851)

Mechanische Uhren aus Messing oder Eisen mit Spindelhemmung wurden in Japan im 16. Jahrhundert von jesuitischen Missionaren eingeführt. Sie gründeten in der heutigen Präfektur Nagasaki eine Missionar-Schule, die Allgemein- wie Berufsbildung vermittelte. Dort lernten die Schüler den Bau von Uhren, Orgeln und astronomischen Geräten. Ab 1635 begann Japan, sich von ausländischem Einfluss abzuschotten (sakoku), auch Auslandsreisen wurden vom Tokugawa-Shogunat untersagt. Doch während sich das Land mehr und mehr von der Außenwelt isolierte, erlebte die japanische Uhrmacherei dreihundert Jahre lang eine Blütezeit. Die Residenzstadt Edo (das heutige Tokio) wurde zum Zentrum des japanischen Uhrenbaus. Bald darauf entstanden die ersten japanischen Zeitmesser, genannt Wadokei, die sich von westlichen Uhren darin unterschieden, dass sie bis in die zweite Hälfte des 19. Jahrhunderts Temporalstunden anzeigten. Für die Zeitmessung wurde jeder Tag nach Sonnenaufgang bis Sonnenuntergang in eine Tageszeit und eine Nachtzeit aufgeteilt. Der Tag und die Nacht wurden jeweils in sechs Perioden unterteilt. Da die Länge von Tag und Nacht im Laufe des Jahres ständig variierte, änderten sich auch täglich die Längen dieser Perioden. Die Wadokei-Uhren mussten mit diesen täglichen Variationen zurechtkommen. Das funktionierte zufriedenstellend; spätere Versionen waren mit Weckwerken ausgerüstet. Die Wadokei-Uhren wurden bis 1872 hergestellt, als das japanische Kabinett mit der Einführung des Gregorianischen Kalenders gleichzeitig die Einführung der Äquinoktialstunden beschloss. Das alte japanische Zeitsystem wurde aufgegeben, die Wadokei-Uhren verloren ihren Nutzen, und die japanischen Uhrmacher bauten von da an Uhren nach dem westlichen System.
Da es in Japan an Erfahrung mit Uhren für das neue Zeitsystem fehlte, wurden zunächst Uhren aus dem Westen importiert. Westliche Technologien wurden zunächst beim Bau von Wanduhren eingesetzt. Die komplexe japanische Technik fand ihren Höhepunkt 1850 in der „10.000-Jahre-Uhr“ von Tanaka Hisashige (1799–1881), dem späteren Gründer des Toshiba-Konzerns. Im Jahre 1881 gründete Hattori Kintarō ein Uhren- und Schmuckgeschäft (heute die Seiko-Gruppe) und später eine eigene Uhrenmanufaktur Seikōsha und gab damit den Startschuss für den Aufbau einer japanischen Uhrenindustrie. Seikōsha wurde eine der bedeutendsten Uhrenfabriken der Welt und ist an vielen technischen Entwicklungen wie etwa der Quarz-Werke maßgeblich beteiligt.
In den 1970er Jahren kam von Japan eine neue Armbanduhr auf den Markt, die kein mechanisches Uhrwerk hatte, sondern eine computerisierte Steuerung. Das Leistungsspektrum dieser Armbanduhr beinhaltete neben der genauen Zeitmessung auch Anzeigen für das Datum und den Wochentag und berücksichtigte auch die Schaltjahre.

### Uhrenarten
Uhren wurden für die unterschiedlichsten Verwendungen gebaut, sie reichen von den Armbanduhren bis zu den Atomuhren. In der ganzen Geschichte der Zeitmessgeräte nutzen Uhren eine Vielzahl von Energiequellen, wie die Sonne, das Wasser, die Schwerkraft, die Elektrizität einschließlich des Atoms. Dem chinesischen Beamten Liang Lingzan und dem Mönch Yi Xing wird die Erfindung des mechanischen Uhrwerks zugeschrieben. Jedoch wurden mechanische Uhren erst ab dem 14. Jahrhundert in der westlichen Welt benutzt. Ab dem Jahr 1550 erreichte die Präzision der Uhrenmechanik ein beachtliches Niveau. Beflügelt durch den Zeitgeist der Renaissance entstanden mechanische Uhren mit Schlagwerken und mit astronomischen Angaben über Zeiträume von bis zu 20 Jahren. Jedoch mussten Gangdifferenzen von bis zu einer Stunde am Tag in Kauf genommen werden.

#### Pendeluhren

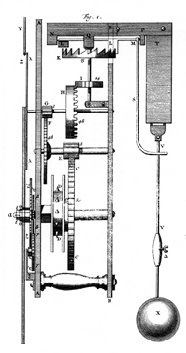
Frühe Pendeluhr von Christian Huygens

Mit der Miniaturisierung der Uhren im 15. Jahrhundert und der Herstellung von persönlichen Uhren im 16. Jahrhundert wurden die Innovationen der mechanischen Uhren fortgeführt. 1581 stellte der berühmte Astronom und Physiker Galileo Galilei seine Pendeltheorie auf. Sie besagt, dass die Schwingungszeit eines Pendels kaum von der Schwingungsweite, sondern primär von seiner Länge bestimmt wird. Obgleich Galileo das Pendel studierte, konstruierte er nie eine Uhr nach diesem Prinzip. Die erste Pendeluhr wurde erst 1656 vom holländischen Wissenschaftler Christiaan Huygens entworfen und gebaut. Frühe Versionen hatten eine Zeitabweichung von unter einer Minute pro Tag, die bald auf einige Sekunden verbessert wurde.
Im 17. und 18. Jahrhundert trugen auch die Jesuiten zur Entwicklung der Pendeluhr bei, da sie ein ungewöhnlich scharfes Verständnis für die Bedeutung von Genauigkeit hatten. So entwickelte der italienische Pater Giovanni Battista Riccioli ein genaues Ein-Sekunden-Pendel, das idealerweise 86.400 Schwingungen pro Tag erzeugte. Jesuiten spielten eine entscheidende Rolle in der Verbreitung wissenschaftlicher Ideen und arbeiteten mit zeitgenössischen Wissenschaftlern wie Huygens zusammen.
Durch die Erfindung der Ankerhemmung im Jahr 1670 wurde erst die Entwicklung der modernen Pendeluhren ermöglicht. Die vorherigen Langpendeluhren hatten die Spindelhemmung verwendet, was einen sehr großen Pendelausschlag von etwa 100 Grad erforderte (?). Um diesen großen Pendelausschlag zu verringern, verwendeten die meisten Pendeluhren mit Spindelhemmung ein kurzes Pendel. Diese kurzen Pendel hatten aber den Nachteil der ungenauen Zeitmessung, erforderten mehr Bewegungsenergie und verursachten mehr Friktion und Abnutzung als die Langpendel. Durch die Verwendung der Ankerhemmung konnte der Pendelausschlag auf vier bis sechs Grad verringert werden, wodurch wieder ein Langpendel verwendet werden konnte. Die meisten Pendeluhren waren so gebaut, dass die Pendel auf ein Zeitintervall von einer Sekunde pro Pendelschwingung abgestimmt waren, wodurch die Länge des Pendels etwa einen Meter betrug. Bedingt durch die Pendellänge und den langen Fallraum der Antriebsgewichte mussten hohe und schmale Pendeluhren hergestellt werden.
Die Genauigkeit der astronomischen Zeitbestimmung erreichte mit Sekundenpendeln bereits im 18. Jahrhundert die Zehntelsekunde, was die Konstruktion temperaturkompensierter Pendelstangen anregte. Das um 1880 entwickelte Riefler-Pendel verbesserte die Zeitsysteme der Sternwarten noch weiter in den Bereich einiger 0,01 Sekunden und 1921 die Shortt-Uhr in die Millisekunden. Diese Präzisionspendeluhren dienten bis etwa 1960 als Basis der Zeitdienste (und wurden dann durch hochpräzise Quarzuhren und später Atomuhren ersetzt).
Da die Pendeluhren fix aufgestellt sein mussten, dienten als Arbeitsuhren am Fernrohr oft Marinechronometer. Die Synchronisation erfolgte zunächst durch elektrische Kontakte und später mittels Funktechnik oder Zeitsignalsendern.

#### Taschenuhren

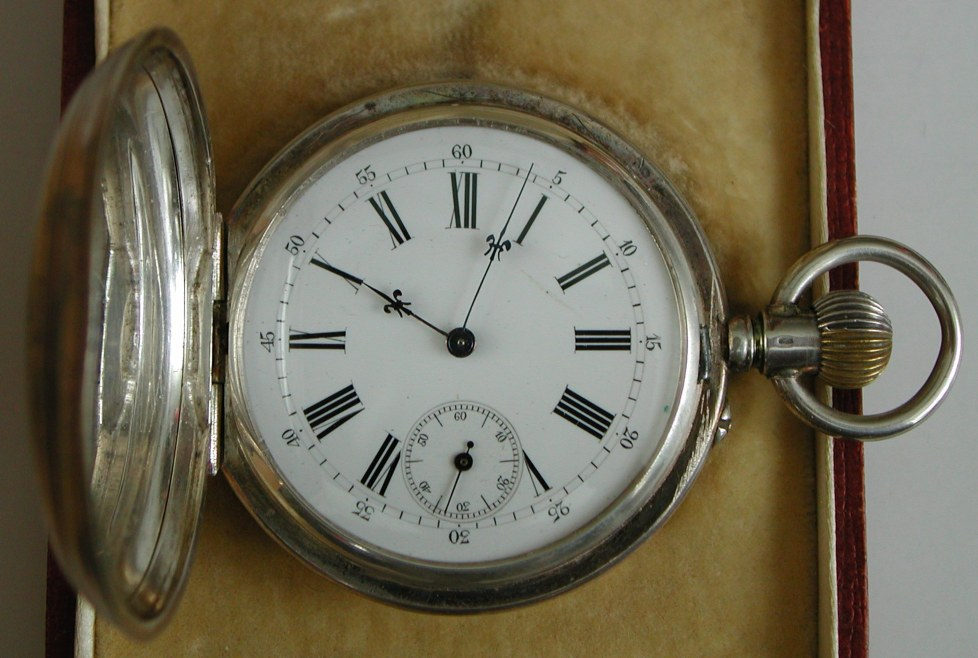
Taschenuhr mit Sprungdeckel

Eine weitere technische Verfeinerung brachte die im Jahre 1676 von dem englischen Philosophen Robert Hooke erdachte rückführende Hakenhemmung, die besonders bei Standuhren verwendet worden ist. Diese Erfindung ermöglichte Christiaan Huygens, in die Gangregler der herkömmlichen Uhren eine Spiralfeder (Unruh) einzufügen, durch die sie eigenschwingungsfähig wurden. Damit konnten die Störungen durch den ungleichmäßigen Antrieb und durch äußere Einwirkungen bei dem Tragen der Taschenuhren verringert werden, gleichzeitig wurde ein großer Fortschritt in der Genauigkeit der Taschenuhren erreicht. Huygens’ Beiträge zur Verbesserung der Zuverlässigkeit von Zeitmessern waren die entscheidende Voraussetzung für die serienmäßige Herstellung von Uhren.

#### Armbanduhren

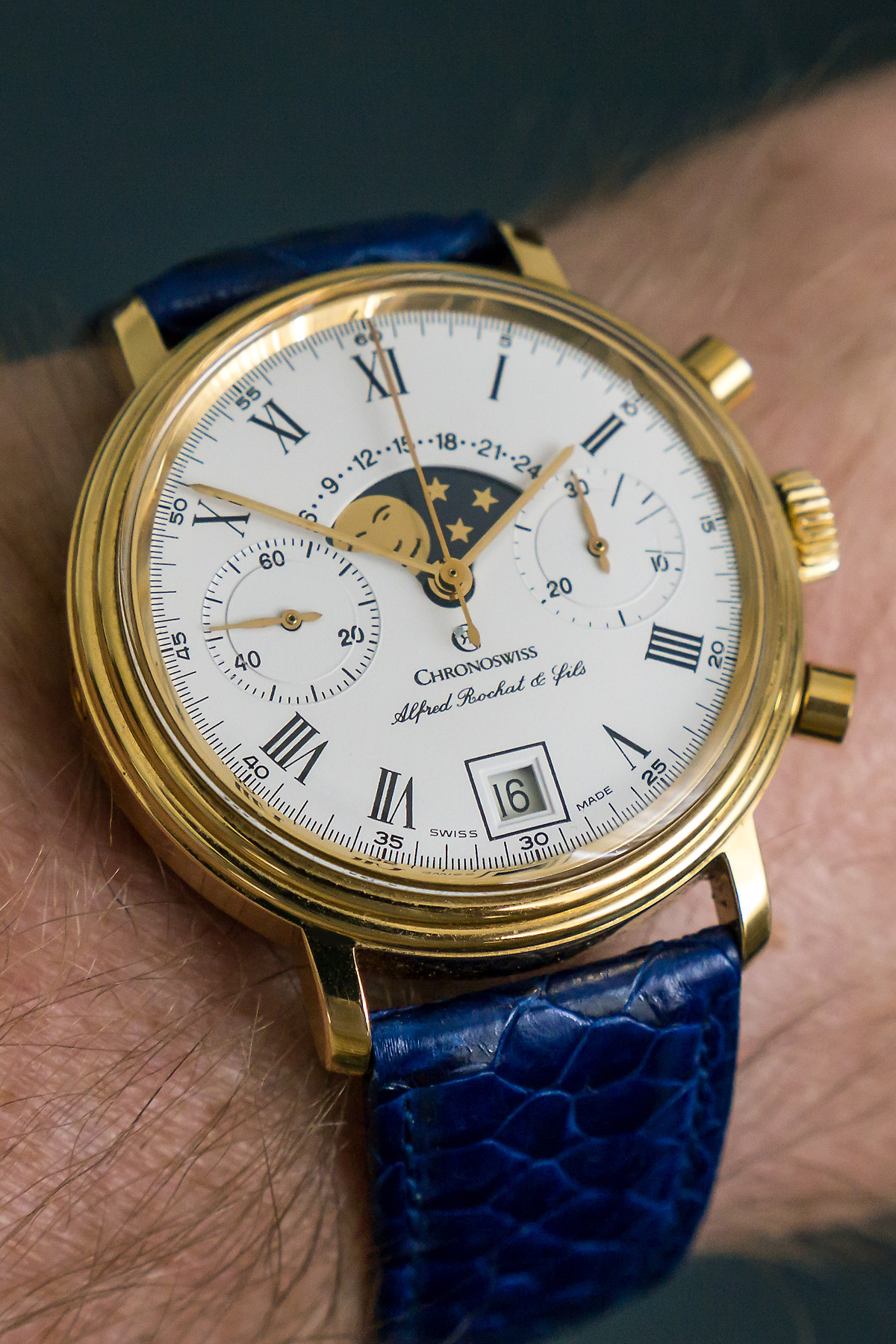
Armbanduhr mit Anzeige der Mondphase
von CHRONOSWISS, Alfred Rochat & Fils

1904 bat der Flugzeugführer Alberto Santos-Dumont seinen Freund Louis Cartier, einen französischen Uhrmacher, eine Uhr zu entwerfen, die ihm während seiner Flüge nützlich sein könnte. Im Jahre 1868 wurde bereits von Patek Philippe eine Armbanduhr erfunden, doch diese war mehr als Schmuckstück für Damen vorgesehen. Da Taschenuhren für Piloten unpassend waren, stellte Louis Cartier die Santos-Armbanduhr her. Diese war die erste Armbanduhr für Herren, die für den praktischen Gebrauch bestimmt war und noch hergestellt wird. Während des Ersten Weltkrieges gewann die Armbanduhr an Popularität. Da Armbanduhren im Kriegseinsatz bequemer als Taschenuhren waren, wurden sie besonders von Offizieren bevorzugt. Artillerie- und Infanterieoffiziere waren von ihren Uhren abhängig, da während der Kämpfe koordinierte Einsätze notwendig wurden. Im Ersten Weltkrieg entstand die so genannte Schützengrabenuhr. Bei dieser Uhr war das Glas durch ein Schutzgitter aus Stahl geschützt, um dem Glasbruch vorzubeugen. Damit das Ablesen der Uhrzeit so leicht wie möglich fiel, verfügten diese frühen Militäruhren über besonders große Stundenzahlen auf dem Zifferblatt und sehr große Zeiger, die zusätzlich mit einer Leuchtmasse aus Radium versehen waren, sodass die Soldaten die Uhrzeit auch bei Dunkelheit ablesen konnten.
In den 1920er Jahren setzte sich das bereits um 1770 von Abraham-Louis Perrelet entwickelte Verfahren mit einer rotierenden Schwungmasse durch, welches den automatischen Aufzug einer Uhr ermöglichte. In der Zeit zwischen 1770 und Anfang des 20. Jahrhunderts konnte sich diese Technik nicht durchsetzen, da sie vor allem bei Taschenuhren eingesetzt wurde und diese nicht genügend bewegt wurden. Erst die Armbanduhr verhalf dem von Perrelet entwickelten Verfahren zum Durchbruch, da die Armbewegungen des Uhrenträgers ausreichten, um den automatischen Aufzug zu betätigen. Durch die geänderten Tragegewohnheiten der Armbanduhren mussten Stöße, Erschütterungen und auch Temperaturschwankungen bei der Fertigung berücksichtigt werden, um eine lange Lebensdauer der Armbanduhr gewährleisten zu können. Ein Pionier auf diesem Gebiet war der deutsche Uhrmacher Hans Wilsdorf, der schon zu Beginn des Jahrhunderts einige seiner Uhrenkreationen ganz besonderen Tests unterzog. Eine entscheidende Neuerung im Bereich der Armbanduhren bedeutete in den 1930er Jahren die von Reinhard Straumann entwickelte Nivarox-Spirale. Sie bestand aus einer Speziallegierung, war von der Temperatur unabhängig, elastisch, unmagnetisch und rostfrei. Im Jahre 1931 entwickelte ein Unternehmen im schweizerischen La Chaux-de-Fonds das so genannte Incabloc-System, bei dem Stöße und Schläge in eine gelenkte mechanische Bewegung umgewandelt wurden. Dieses System wird noch verwendet. Seit den 1950er Jahren stellt der deutsche Uhrmacher Helmut Sinn auch Armbanduhren für Blinde her.

#### Marine-Chronometer

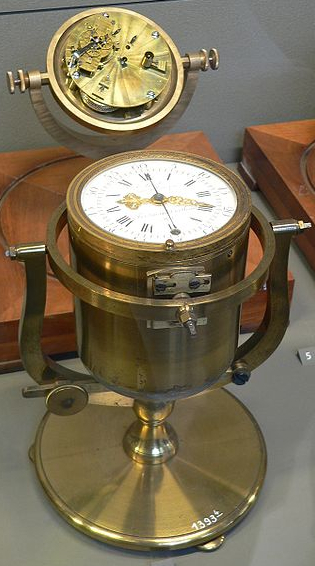
Marine-Chronometer von Ferdinand Berthoud, Musée des arts et métiers

Ein Marine-Chronometer ist ein präzises Zeitmessgerät, das bei der Seefahrt zum Feststellen der Längengrade und der astronomische Ortsbestimmungen benutzt wird. Marine-Chronometer wurden zuerst 1759 vom englischen Uhrmacher John Harrison entwickelt. Im Jahre 1761 gewinnt John Harrison mit der von ihm entwickelten Uhr den 1741 vom britischen Parlament ausgesetzten Preis von 20.000 Pfund Sterling für die Lösung des Längengradproblems. Dieses Chronometer, H.4 genannt, erreichte bei stürmischer See auf der Fahrt nach Jamaika und zurück in fünf Monaten die Genauigkeit von 5,1 Sekunden Abweichung. Der Schweizer Uhrmacher Louis Berthoud (1753–1813) stellte ein Präzisions-Taschenchronometer her, das Alexander von Humboldt 1799 auf seinen Schiffsreisen testete. Mit diesem Marine-Chronometer konnte sehr genau eine Längenbestimmung durchgeführt werden. Humboldt konnte dadurch exakte Beschreibungen der Meeresströmungen machen und durch Vergleich mit der Schiffsversetzung durch diese konkreten Angaben deren Richtung und Stärke berechnen. Marine-Chronometer wurden auch nach dem Zweiten Weltkrieg im Bereich der Kriegsmarinen weiter eingesetzt. Der Niedergang der Chronometer kam erst in der zweiten Hälfte des 20. Jahrhunderts durch die Erfindung der Quarzuhr, deren Ganggenauigkeit gleich um drei Zehnerpotenzen besser wurde. Für die Chronometer als Navigationsinstrumente war damit kein Bedarf mehr vorhanden.

#### Moderne Chronometer
Chronometer sind besonders präzise mechanische Uhren, die früher zur Zeitbestimmung und zur Navigation in der See- und Luftfahrt benötigt wurden. Auch heute werden für Sammler und Liebhaber noch mechanische Chronometer hergestellt. Als offizielles Chronometer wird eine mechanische Uhr bezeichnet, wenn das Uhrwerk bestimmten Präzisionsstandards entspricht. Jedes einzelne Uhrwerk wird dabei einem genau definierten Test unterzogen und einzeln zertifiziert. Weltweit darf diese Prüfung nur durch das unabhängige Schweizer Observatorium Contrôle officiel suisse des chronomètres (COSC) durchgeführt werden. Jährlich werden über eine Million Chronometer geprüft und mit einer Seriennummer zertifiziert.

#### Quarzuhren
Im Jahre 1880 wurden die piezoelektrischen Eigenschaften des kristallenen Quarzes durch Jacques und Pierre Curie entdeckt.
1921 wurde der erste Quarz-Oszillator von Walter Guyton Cady gebaut.
Im Jahr 1927 bauten Warren Marrison und J. W. Horton an den Bell-Telefon-Labors in Kanada die erste Quarzuhr.
Die folgenden Dekaden sahen die Entwicklung der Quarzuhren als Präzisionszeit-Messvorrichtungen in den Laboratorien, ihr praktischer Gebrauch begrenzte sich auf die Kalibrierung der empfindlichen Zählelektronik.
Erst 1932 wurde durch die deutschen Physiker Adolf Scheibe und Udo Adelsberger eine Quarzuhr entwickelt, die in der Lage war, kleine wöchentliche Schwankungen der Umdrehungsrate der Erde zu messen.
Mitte der 1930er Jahre wurde die Quarzuhr von dem deutschen Unternehmen Rohde & Schwarz zur Serienreife entwickelt und im Jahre 1938 weltweit als erste tragbare Quarzuhr hergestellt; sie wog 36 kg.
1969 produzierte das Unternehmen Seiko in Japan die erste Quarz-Armbanduhr, „Astron“ genannt, für den Massenmarkt. Die „Astron“ hatte eine Batteriekapazität von einem Jahr, ihre Genauigkeit und die niedrigen Herstellungskosten haben die folgende starke Verbreitung der Quarz-Armbanduhren ergeben.

#### Digitaluhren
Bereits im 19. Jahrhundert wurde digitale Technik bei der Zeitmessung verwendet. Die bis dahin benutzten Anzeigevarianten, wie „Fallblätter“, „Scheiben“ oder „Walzen“ mit aufgedruckten Zahlen zur Zeitangabe, wurden durch Leuchtdioden („Light-emitting diodes“ – LED) und durch Flüssigkristallelemente (LCD) für die heutzutage verwendeten Digitaluhren ersetzt. Zur Darstellung der Zahlen werden üblicherweise die sogenannte Siebensegmentanzeige und die Matrixanzeige verwendet. Zur Funktion von LED-Anzeigen werden Treiberbausteine benötigt, die einzelne Leuchtdioden oder Siebensegmentanzeigen ansteuern. Die Anzeigedaten werden über ein serielles Dreidraht-Interface in den Baustein übertragen, außerdem kann ein Dekodiermodus zur komfortablen Ansteuerung von Siebensegmentanzeigen aktiviert werden. Zur Steuerung der Taktfrequenz der Digitaluhren werden hauptsächlich Schwingquarze verwendet.
Das Schweizer Unternehmen Longines entwickelte 1972 den Prototyp einer Digitaluhr, „Clepsydre“ genannt, der mit einer Flüssigkristallelemente-Anzeige (LCD) ausgestattet war. Diese Uhr verbrauchte bis zu 30.000 Mal weniger Strom als die LED-Uhren und hatte durch die Verwendung von Quecksilberbatterien eine Funktionsdauer von mehr als einem Jahr. Durch den Preisverfall der LCD-Elemente machten japanische Uhrenhersteller aus der einstigen High-Technik ein billiges Massenprodukt. Später wurden in der Geschichte der Digitaluhr Zusatzoptionen wie Rechner, Datenbanken, Pulsmesser, Kamera, Kompass und TV-Empfang weitere technische Finessen hervorgebracht. Mittlerweile werden digitale Armbanduhren von sogenannten Smartwatches abgelöst, Uhren die über LCD-Anzeigen verfügen und mit dem Internet kommunizieren können.

#### Atomuhren
Atomuhren sind die genauesten bekannten Zeitmessvorrichtungen. Wegen ihrer Zeitabweichung von nur einigen Sekunden über Millionen von Jahren werden sie dazu benutzt, um andere Uhren und Zeitmessinstrumente zu kalibrieren. Entwickelt wurden die Grundlagen der Atomuhr vom US-amerikanischen Physiker Isidor Isaac Rabi an der Columbia University, der dafür 1944 den Nobelpreis für Physik erhielt. Die erste Atomuhr wurde 1949 erfunden und steht in der Smithsonian Institution (größter Museumskomplex der Welt). Sie basierte auf der Absorptionslinie im Ammoniakmolekül, doch die meisten Atomuhren basieren auf der eigenen Drehbeschleunigung des Caesiumatoms. Das Internationale Einheitensystem standardisierte 1967 zum zweiten Mal seine Maßeinheit der Zeit, beruhend auf den Eigenschaften des Isotops Cs-133. Aufgrund der hervorragenden Gangergebnisse dieser Uhren wurde die Atomzeit als internationaler Standard für die Sekunde definiert. Eine Anwendung sind Caesium-Atomuhren, bei denen die Schwingung des Caesiumatoms als sehr genauer Zeitmesser verwendet wird. Atomuhren arbeiten auch mit anderen Elementen, wie Wasserstoff- und Rubidiumdampf. Die Wasserstoff-Atomuhr hat große Vorteile gegenüber der Rubidiumuhr, wie größere Stabilität, kleine Baugröße, geringe Leistungsaufnahme und folglich ist sie preiswerter.
Forscher am National Institute of Standards and Technology (NIST) in Boulder (USA) entwickelten die optischen Atomuhren. Diese gelten als Nachfolger der 50 Jahre alten Caesiumuhren, die auf der ganzen Welt die Zeit vorgeben. Die Quecksilber-Atomuhr wurde erstmals im Jahr 2000 vorgestellt und seitdem kontinuierlich verbessert. Diese optische Atomuhr nutzt die schnellen Schwingungen eines Quecksilber-Ions, das in einer ultrakalten Magnetfalle sitzt. Das angeregte Quecksilber-Ion sendet einen Lichtimpuls mit der Frequenz von mehr als einer Billiarde Schwingungen pro Sekunde aus.
Die zweite optische Atomuhr arbeitet mit einem Aluminium-Ion. Da sie kaum von elektrischen und magnetischen Feldern sowie Temperaturschwankungen beeinflusst wird, hat sie eine große Ganggenauigkeit. Die Caesium-Atomuhr hat eine Ganggenauigkeit von einer Femtosekunde, das sind 15 Dezimalstellen hinter dem Komma. Bei den Experimenten am National Institute of Standards and Technology (NIST) konnte die Zeit der optischen Atomuhren auf wenige Attosekunden (18 Dezimalstellen hinter dem Komma) genau gemessen werden. Diese Experimente beweisen, dass sowohl die Quecksilber-Atomuhr als auch die neu entwickelte Aluminium-Ionenuhr um den Faktor zehn genauer sind als die besten Atomuhren der Welt auf Caesiumbasis.

#### Funkuhren

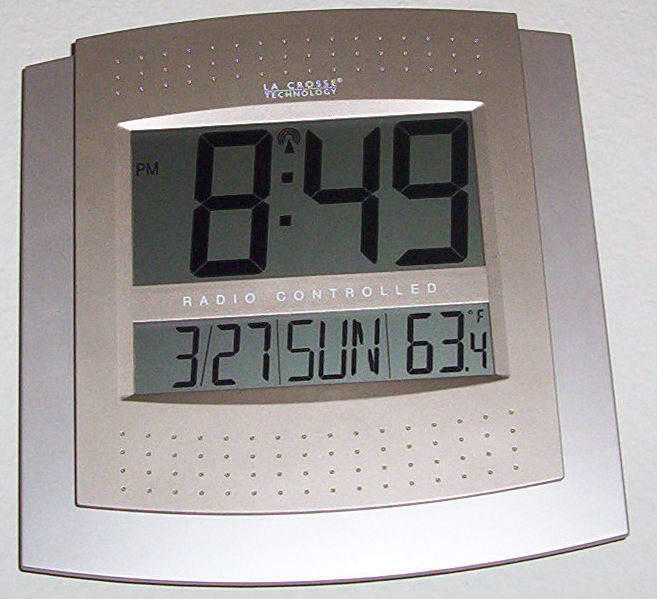
Funkuhr mit Anzeigen: Zeit, Datum, Wochentag, Temperatur

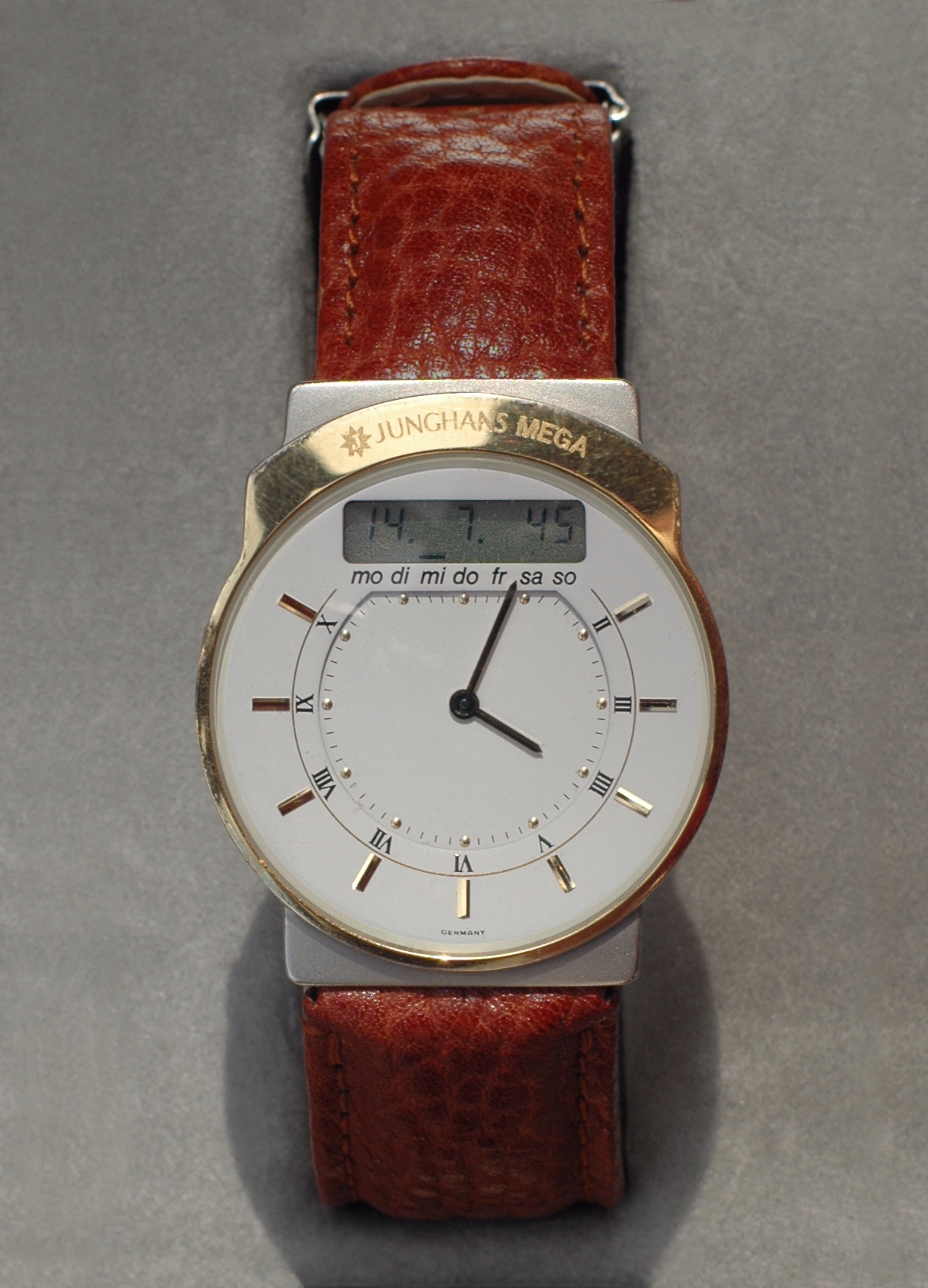
Funkarmbanduhr Junghans Mega, Gangfehler beträgt 1 Sekunde in 1 Million Jahren

Eine Funkuhr ist ein Taktgeber, der durch einen Bitstrom des Zeitcodes synchronisiert wird und durch einen Signalübermittler übertragen wird, der an eine Zeitvorgabe wie einer Atomuhr angeschlossen wird. Dieses Verfahren der Zeitübermittlung per Funk wurde 1967 bei dem Unternehmen Telefunken erfunden und zum Patent angemeldet. Eine Funkuhr kann mit nationalen oder regionalen Signalübermittlern synchronisiert werden, oder sie nutzt einen Mehrfachsignalübermittler, wie das globale Positionsbestimmungssystem. Funkuhren sind als Wanduhren und Armbanduhren seit den 1980er Jahren in Europa weit verbreitet.

#### Global Positioning System
Das globale Positionsbestimmungssystem (GPS), in der Koordination mit dem Network Time Protocol, ist ein Funknavigationssystem, das benutzt wird, um Zeitmessungssysteme über den Erdball zu synchronisieren. Das GPS wurde durch das US-Verteidigungsministerium entwickelt, um konstante Allwetter-Navigationsfähigkeiten für Heer, Marine und Luftwaffe zur Verfügung zu stellen. Zwischen dem 22. Februar 1978 und dem 9. Oktober 1985 wurde die erste Generation von 24 Satelliten, die das globale Positionsbestimmungssystem bilden, vom Luftwaffenstützpunkt Vandenberg in Kalifornien gestartet. Im Jahr 1983, nachdem Korean Air Lines Flight 007 bei Überschreiten des sowjetischen Luftraums abgeschossen wurde, gab Präsident Ronald Reagan eine Richtlinie heraus, die eine freie gewerbliche Nutzung des GPS erlaubte, um weitere Navigationsstörfälle zu verhindern. Die GPS-Zeit lässt sich nicht korrekt mit der Erdumdrehung zusammenbringen, dadurch berücksichtigt sie nicht Schaltsekunden oder andere Korrekturen, die regelmäßig an den Systemen wie der koordinierten Universalzeit (UTC) angewendet werden. Dies ist der Grund, warum die Verbindung der GPS-Zeit mit der UTC auseinandergelaufen ist. Die GPS-Zeit bleibt folglich an einem konstanten Versatz von 19 Sekunden von der internationalen Atomzeit (TAI) hängen. Die Satellitenuhren des GPS-Systems werden regelmäßig, um relativistische Effekte zu beheben, mit den Atomuhren auf der Erde synchronisiert. Seit dem Jahr 2007 beträgt der Zeitunterschied zwischen GPS-Zeit und UTC nur noch 14 Sekunden, die von der GPS-Navigation berücksichtigt werden. Empfänger subtrahieren diesen Versatz von der GPS-Zeit, somit lassen sich spezifische UTC-Zeitzonenwerte berechnen. In den Vereinigten Staaten wird das System Navstar-GPS durch 24 Satelliten aufrechterhalten, welche die Erde alle zwölf Stunden auf sechs Umlaufbahnen umkreisen. Russland lässt ein System laufen, das als GLONASS bekannt ist (globales Navigations-Satellitensystem). Im Jahr 2007 genehmigte die Europäische Gemeinschaft die Finanzierung für die Galileo-Navigationsanlage. Diese Navigationsanlage besteht aus 30 Satelliten, die bis zum Jahr 2018 einsatzbereit sein sollen. China hat zwei erdumkreisende Satelliten von den geplanten 35 Stück für seine Beidou-Navigationsanlage im All.

## Uhrmacherei
Die ersten Uhrmacher waren Grobschmiede, Kanonengießer, Schlosser, Gold- und Silberschmiede. Handwerker, die Uhren herstellen konnten, waren im Mittelalter Reisende, die von Stadt zu Stadt zogen und Aufträge übernahmen. Im Laufe der Jahre entwickelte sich das Uhrmacherhandwerk von einer fachkundigen Fertigkeit in eine Massenproduktionsindustrie. Paris und Blois waren die frühen Zentren der Uhrmacherei in Frankreich. Weitere Uhrmacherzentren waren in Deutschland Augsburg und Nürnberg, in der Schweiz Genf und in England London. Französische Uhrmacher wie Julien Le Roy von Versailles waren führend im Entwurf von dekorativen Uhren. Le Roy gehörte in der fünften Generation einer Familie von Uhrmachern an und wurde von seinen Zeitgenossen als der „talentierteste Uhrmacher Frankreichs“ beschrieben. Er erfand einen speziellen wiederholenden Mechanismus, der die Präzision der Uhren verbesserte. Er baute für Ludwig XV. zwei Uhren, deren Zifferblatt geöffnet werden konnte und somit das innere Uhrwerk sichtbar machte. Während seines Lebens fertigte er in seiner Werkstatt über 3500 Uhren an, das waren im Durchschnitt 100 Stück pro Jahr. Zum Vergleich: Andere Uhrmacher fertigten im Jahr etwa 30–50 Stück an. Die Konkurrenz und die wissenschaftliche Rivalität, die aus seinen Entdeckungen resultierten, regten Forscher weiter an, nach neuen Methoden der genauen Zeitmessung zu suchen.
In Deutschland waren Nürnberg und Augsburg die frühen Zentren der Uhrmacherei. Indes wurden in der ersten Hälfte des 19. Jahrhunderts im Schwarzwald Lackschilduhren hergestellt. Lackschilduhren haben ihren Namen aufgrund ihres schildförmigen, bemalten und lackierten Zifferblattes, das alles andere überdeckt. Der überwiegende Teil der Uhrmacher des 17. und 18. Jahrhunderts kam aus England. Die Schweiz gründete im 19. Jahrhundert ihr eigenes Zentrum der Uhrmacherei in Genf. Der Zufluss von Hugenotten-Handwerkern ermöglichte der Schweiz, Uhren maschinell zu fertigen, dadurch errang die Schweizer Industrie die weltweite Vorherrschaft in der Fertigung von hochwertigen maschinell hergestellten Uhren. Das führende Unternehmen in dieser Zeit war Patek Philippe. Gegründet wurde es durch Antoni Patek von Warschau und Adrien Philippe von Bern.